# Cast (Finistère)
Pour les articles homonymes, voir Cast.
Cast [kast] est une commune du département du Finistère, dans la région Bretagne, en France.

## Géographie

### Localisation
La commune fait partie traditionnellement du Pays Glazik.
| Ploéven         | Plomodiern | Châteaulin Saint-Coulitz Lothey |
|                 | Cast       | Briec                           |
| Plonévez-Porzay | Quéménéven | Landrévarzec                    |

Cast est situé sur le versant sud du prolongement occidental des Montagnes Noires, au centre-est de la plaine du Porzay, à une dizaine de kilomètres de la mer, face à la Baie de Douarnenez et au nord de la Montagne de Locronan dont Cast est séparé par la commune de Quéménéven.

### Description

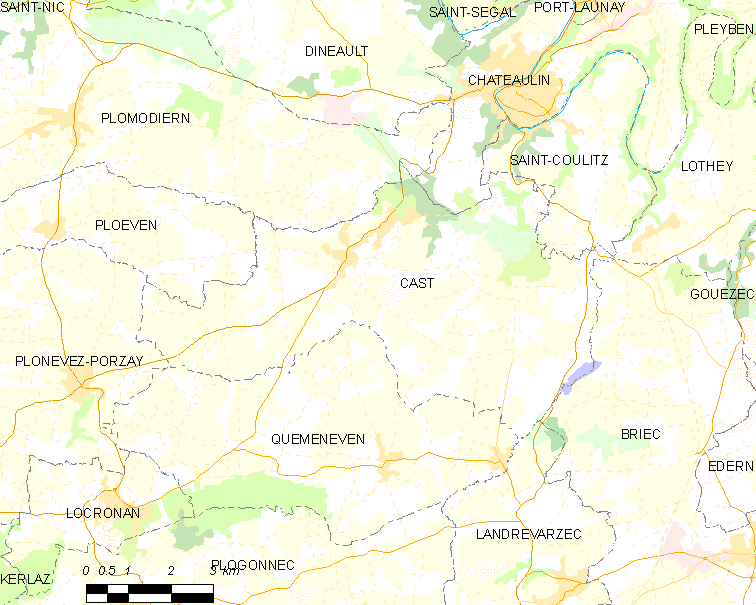
Carte de la commune de Cast.

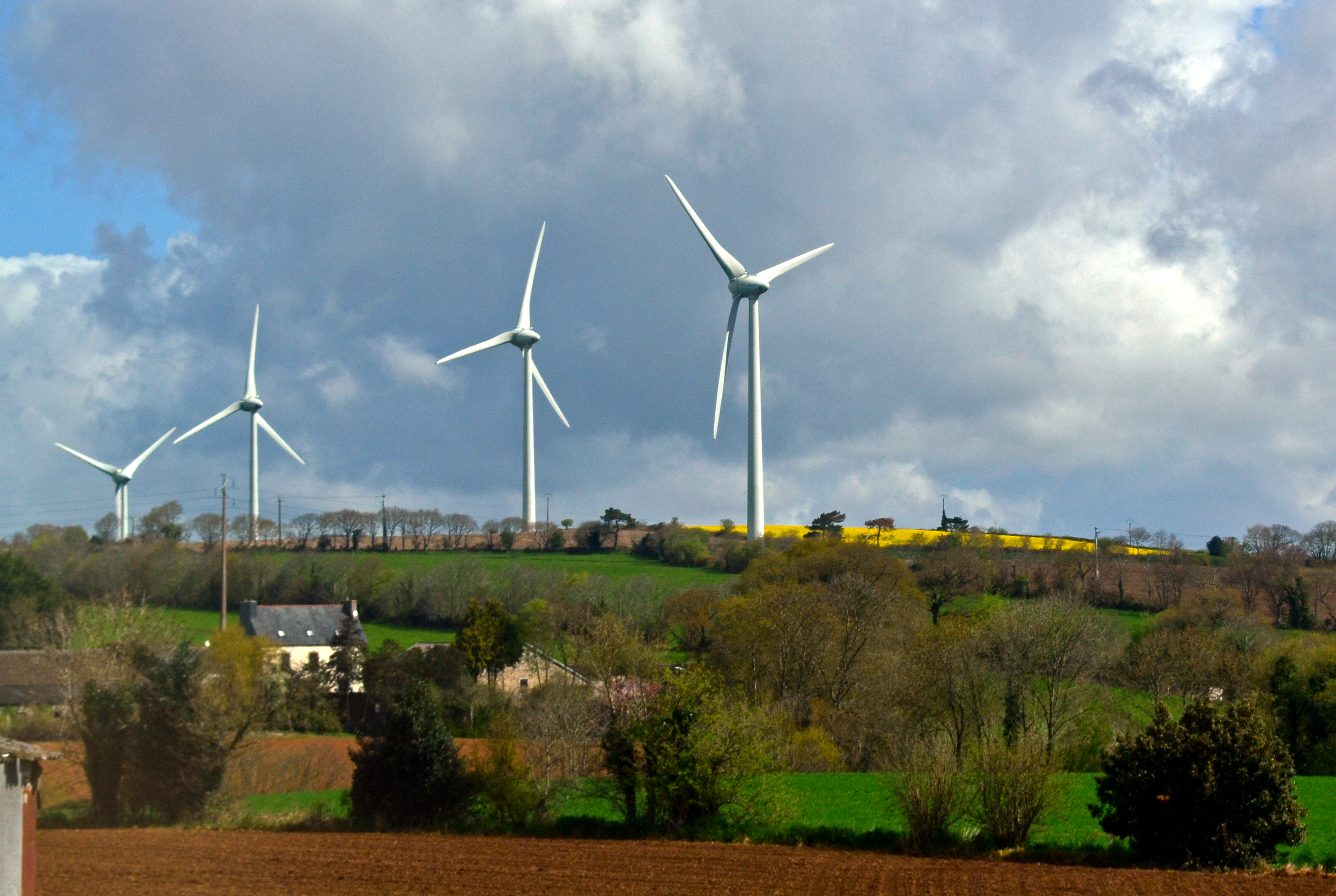
Les éoliennes de Cast au sommet du Bois de Saint-Gildas.

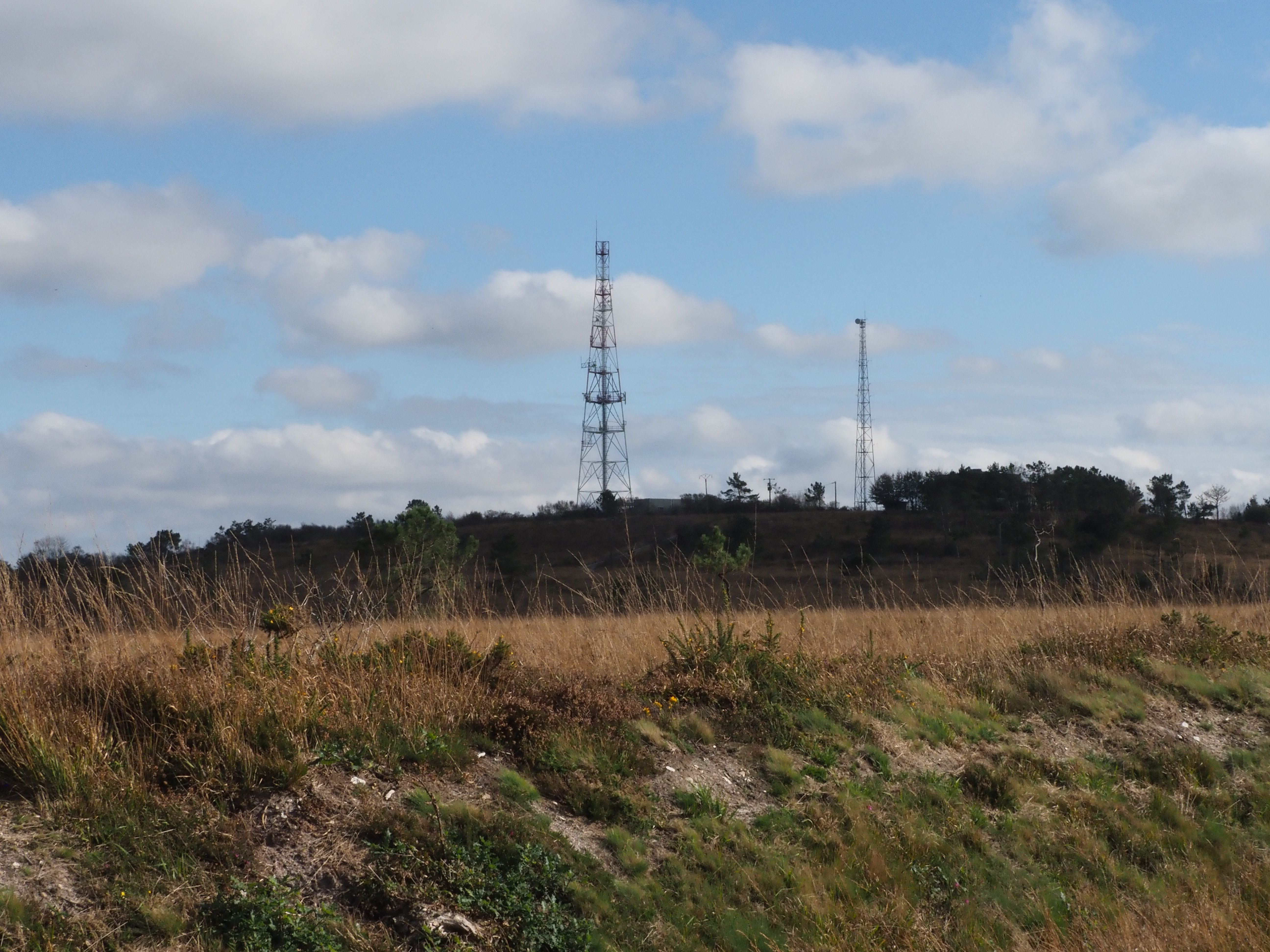
Ménez Quelc'h et ses antennes.

Les altitudes au sein du finage de Cast atteignent 199 mètres à la limite nord du territoire communal dans le Bois de Saint-Gildas, et même 251 mètres au Ménez Quelc'h au nord-est de la commune (une douzaine d'éolienne s sont implantées au voisinage de la ligne de crête de ce prolongement occidental des Montagnes Noires, dont 4 sur le territoire de Cast, les autres étant implantées sur le territoire des communes voisines de Châteaulin et Plomodiern). Une petite partie de la commune se trouve sur le versant nord de cette ligne de crête, s'abaissant jusqu'à 54 mètres d'altitude au lieu-dit Pontamoës, non loin de l'agglomération de Châteaulin.
Mais l'essentiel du finage de Cast se trouve sur le versant sud de cette ligne de hauteur ; sa pente diminue progressivement vers le sud, l'altitude s'abaissant vers une centaine de mètres seulement au niveau du bourg de Cast (dans la partie orientale de la plaine du Porzay) et descendant même jusqu'à 64 mètres à la limite sud de la commune dans la vallée du Steïr, la partie amont de ce cours d'eau affluent de rive droite de l'Odet formant limite communale avec Quéménéven. Les altitudes remontent aussi vers l'est du territoire communal, atteignant 177 mètres au niveau de la carrière du Hinguer, mais elles s'infléchissent rapidement à la limite orientale de la commune dans la vallée du Ruisseau du Moulin du Duc jusque vers 70 mètres d'altitude à l'endroit où ce cours d'eau affluent de rive gauche du Steïr quitte le territoire communal. La partie amont du ruisseau de Kerharo, petit fleuve côtier qui se jette dans la Baie de Douarnenez, forme au nord-ouest la limite communale avec Plomodiern ; sa source se trouve au pied de la Montagne Saint-Gildas.
Le paysage agraire traditionnel de Cast est celui du bocage avec un habitat dispersé en de nombreux écarts formés de hameaux et fermes isolées. Le bourg, traditionnellement de modeste importance, a toutefois connu à ses alentours une certaine périurbanisation avec la création de quelques lotissements à sa périphérie pendant les dernières décennies du XXe siècle et les premières du XXIe siècle ; les parties rurales de la commune ont échappé, en raison de l'éloignement de Cast des grands centres urbains, à la rurbanisation, sauf aux alentours de Penn Alé en direction de la chapelle Saint-Gildas et de Châteaulin.

### Transports
Le bourg de Cast est traversé par la D 7, axe routier allant de Châteaulin à Douarnenez via Locronan ; il forme un modeste carrefour routier avec plusieurs routes secondaires qui forment un réseau en étoile desservant l'ensemble du territoire communal.
L'axe routier traditionnellement le plus important était celui de la RN 170 allant de Quimper à Brignogan-Plages (mais qui était pour partie un tronçon de l'axe routier principal allant de Brest à Nantes via Quimper). La mise en service de la voie rapide RN 165, dont le tracé passe plus à l'est sur le territoire de la commune de Briec, et à laquelle Cast n'est pas directement reliée, a provoqué le déclassement de cette route, simple D 770 désormais.
Tout comme la D 770, la ligne ferroviaire à voie unique et non électrifiée allant de Quimper à Brest via Landerneau (un tronçon de la Ligne de Savenay à Landerneau) emprunte la vallée du Ruisseau du Moulin du Duc et passe donc par les confins orientaux du territoire communal. Mais Cast ne dispose pas de gare (le bourg est très éloigné du tracé de la voie ferrée) et même la gare de Quéménéven, commune voisine, n'est plus desservie.

### Hydrographie
Pour un article plus général, voir Réseau hydrographique du Finistère.
La commune est située dans le bassin Loire-Bretagne. Elle est drainée par le Steir, le ruisseau du Moulin du Duc, la rivière le Steïr, le ruisseau de Kerharo et divers autres petits cours d'eau,.
Le Steir, d'une longueur de 28 km, prend sa source dans la commune  et se jette  dans l'Odet à Quimper, après avoir traversé six communes.

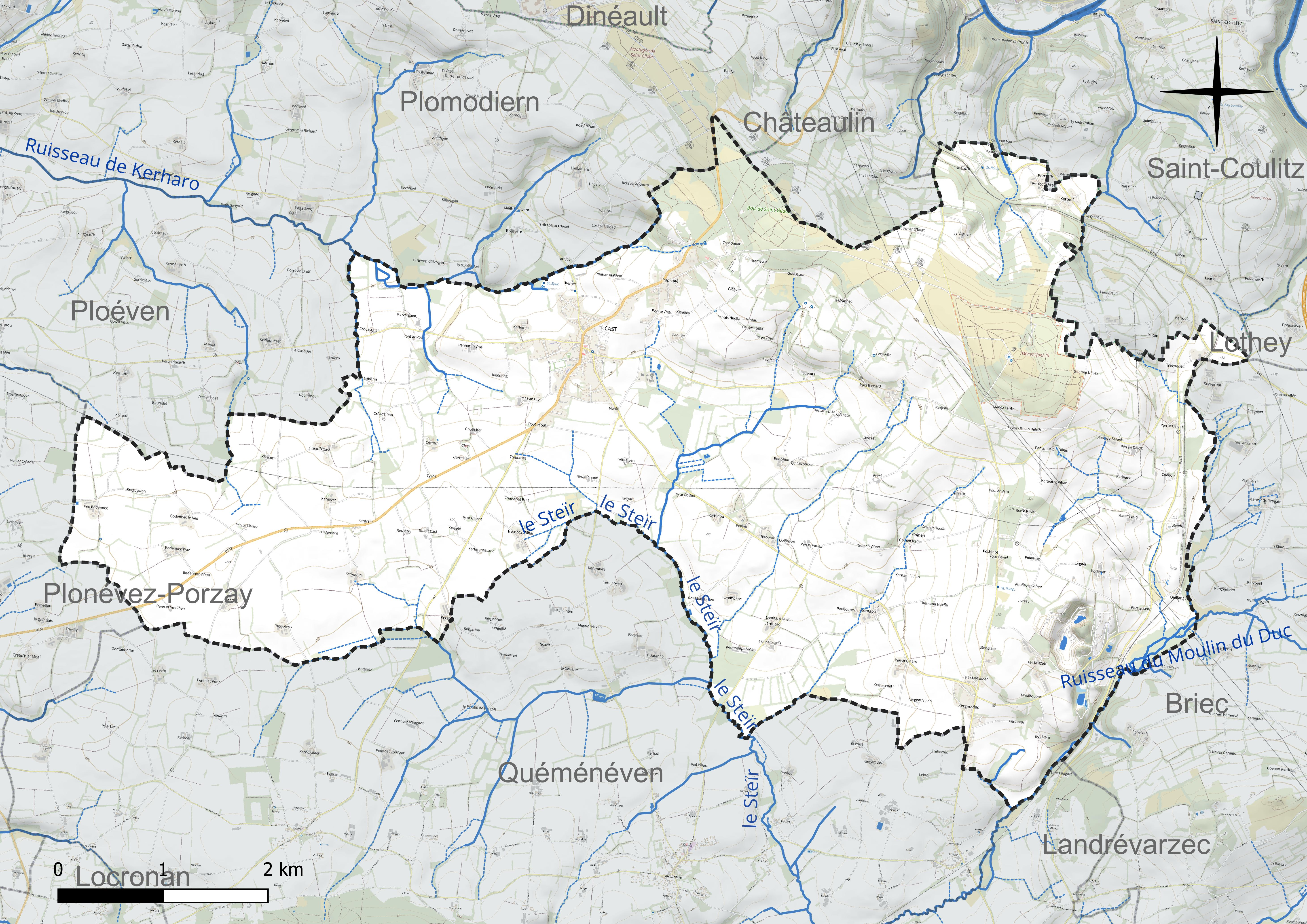
Réseau hydrographique de Cast.

### Climat
Pour des articles plus généraux, voir Climat de la Bretagne et Climat du Finistère.
En 2010, le climat de la commune est de type climat océanique franc, selon une étude du CNRS s'appuyant sur une série de données couvrant la période 1971-2000. En 2020, Météo-France publie une typologie des climats de la France métropolitaine dans laquelle la commune est exposée à un climat océanique et est dans une zone de transition entre les régions climatiques « Finistère nord  » et « Bretagne orientale et méridionale, Pays nantais, Vendée ». Parallèlement l'observatoire de l'environnement en Bretagne publie en 2020 un zonage climatique de la région Bretagne, s'appuyant sur des données de Météo-France de 2009. La commune est, selon ce zonage, dans la zone « Monts d'Arrée », avec des hivers froids, peu de chaleurs et de fortes pluies.  
Pour la période 1971-2000, la température annuelle moyenne est de 11,2 °C, avec  une amplitude thermique annuelle de 11 °C. Le cumul annuel moyen de précipitations est de 1 171 mm, avec 15,6 jours de précipitations en janvier et 8,8 jours en juillet. Pour la période 1991-2020, la température moyenne annuelle observée sur la station météorologique la plus proche, située sur la commune de Saint-Ségal à 10 km à vol d'oiseau, est de 11,8 °C et le cumul annuel moyen de précipitations est de 1 126,1 mm,. Pour l'avenir, les paramètres climatiques de la commune estimés pour 2050 selon différents scénarios d'émission de gaz à effet de serre sont consultables sur un site dédié publié par Météo-France en novembre 2022.

## Urbanisme

### Typologie
Au 1er janvier 2024, Cast est catégorisée bourg rural, selon la nouvelle grille communale de densité à 7 niveaux définie par l'Insee en 2022.
Elle est située hors unité urbaine. Par ailleurs la commune fait partie de l'aire d'attraction de Pleyben - Châteaulin, dont elle est une commune de la couronne,. Cette aire, qui regroupe 18 communes, est catégorisée dans les aires de moins de 50 000 habitants,.

### Occupation des sols
L'occupation des sols de la commune, telle qu'elle ressort de la base de données européenne d'occupation biophysique des sols Corine Land Cover (CLC), est marquée par l'importance des territoires agricoles (85,5 % en 2018), une proportion sensiblement équivalente à celle de 1990 (85,7 %). La répartition détaillée en 2018 est la suivante : 
terres arables (48,9 %), zones agricoles hétérogènes (30,4 %), prairies (6,2 %), milieux à végétation arbustive et/ou herbacée (5,7 %), forêts (4,1 %), zones urbanisées (2,7 %), mines, décharges et chantiers (1,5 %), zones humides intérieures (0,5 %). L'évolution de l'occupation des sols de la commune et de ses infrastructures peut être observée sur les différentes représentations cartographiques du territoire : la carte de Cassini (XVIIIe siècle), la carte d'état-major (1820-1866) et les cartes ou photos aériennes de l'IGN pour la période actuelle (1950 à aujourd'hui).

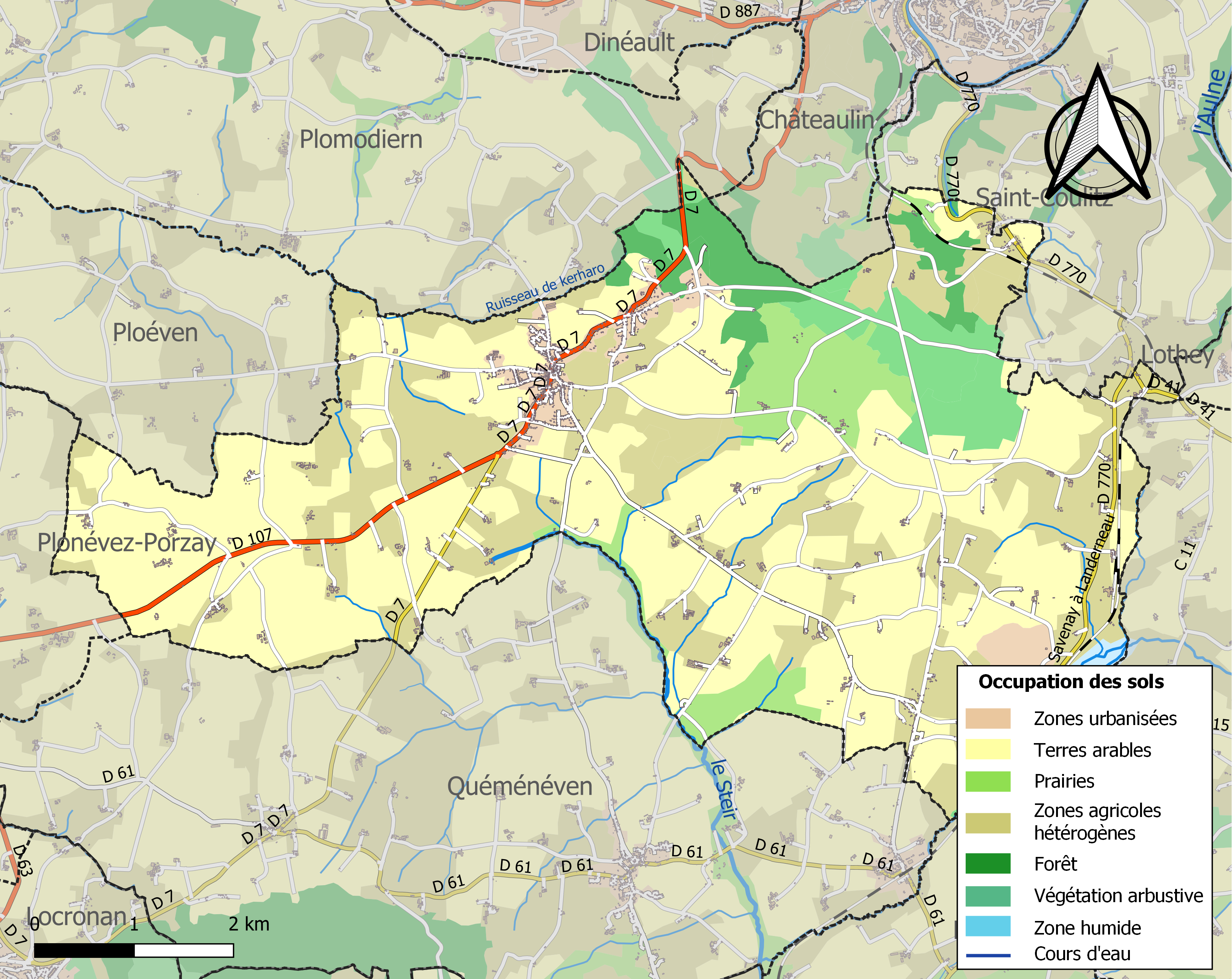
Carte des infrastructures et de l'occupation des sols de la commune en 2018 (CLC).

## Toponymie
Cast en 1327, Castr en 1451  et Castre en 1574.
Cast vient du mot latin castra (lieu fortifié). Cast doit son nom à l'important castrum romain (poste militaire), qui à l'époque gallo-romaine, camp retranché (décrit comme rectangulaire par Armand du Châtellier) dont on voit les traces à Lelzach, sur la montagne Saint-Gildas, et qui contrôlait les voies romaines menant vers Aquilonia (Quimper), la Pointe du Van et la Presqu'île de Crozon.
On écrit Kast en breton.

## Histoire

### Préhistoire et Antiquité

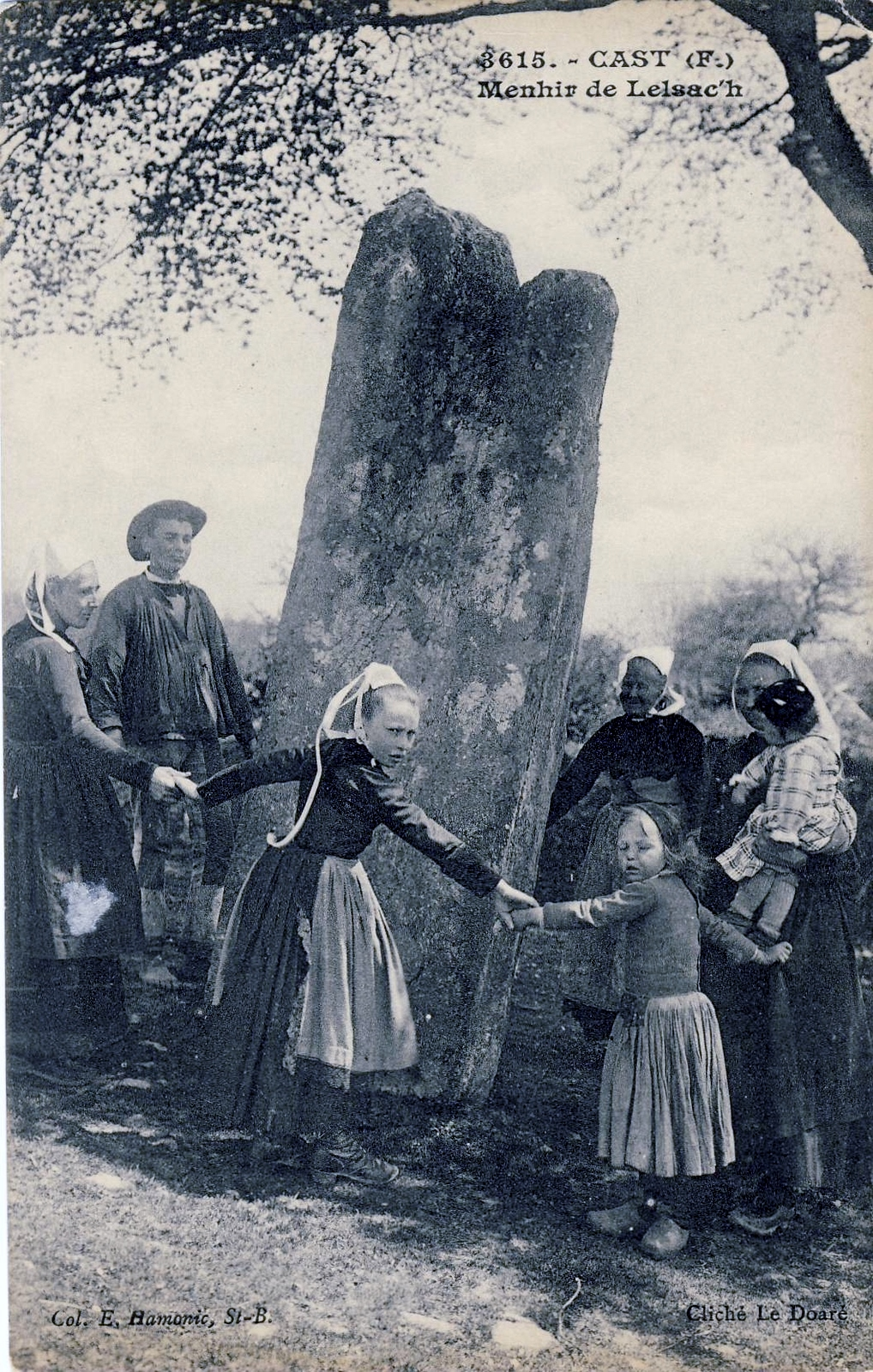
Le menhir de Lelzac'h (dit aussi de Lothidinic).

Un ensemble mégalithique a existé au sommet du Ménez Quelc'h, mais les monuments qu'il contenait ont presque tous été détruits ou renversés ; Paul du Châtellier indique la présence d'un menhir (il s'agit probablement du menhir de Lothinidic), mais H. Pellay décrit en 1928 la présence aux environs du sommet de quatre sites mégalithiques constitués chacun de plusieurs menhirs formés de schistes alors que le sous-sol à ces endroits est constitué de grès armoricain et dont l'ensemble formait probablement un cromlech.
Un camp militaire rectangulaire, dit de Lelzac'h, inclus dans l'enceinte circulaire précédemment évoquée, mais indépendant de celle-ci a été signalé par Paul du Châtellier et confirmé par le docteur Picquenard en 1923 qui écrit que le camp gallo-romain de Lelzalc'h dominait le pays à l'ouest de la voie romaine (venant de Vorganium via Le Faou et Châteaulin à Civitas Aquilonia [Quimper] via l'actuel hameau de Poul ar Ven) et qu'au sud de la montagne de Saint-Gildas se trouvait le camp de Quillidoaré.
Le site n'est actuellement pas visitable et n'a pas été fouillé récemment, le site étant terrain militaire.
Les alentours de la fontaine Saint-Gildas correspondent probablement à un lieu de culte pré-chrétien.

### Moyen Âge
La paroisse de Cast provient d'un démembrement de l'ancienne paroisse de Plonévez-Porzay, elle-même issue de la paroisse primitive de l'Armorique de Ploéven. Cast dépendait de l'ancien évêché de Cornouaille.
Cast est cité sous ce nom pour la première fois en 1368 dans le Cartulaire de Quimper.
En 1460 on connaissait à Cast les maisons nobles de la Villeneuve, Tréhouret, les Caz et Biernon.
La majeure partie du finage de Cast, qui faisait partie du Parc au Duc, était entouré, à partir du XIIIe siècle par le "Mur du Diable" (une grande ligne de fortification, longue de trente kilomètres, protégeant un territoire ducal, construite au XIIIe siècle autour de Châteaulin par le duc de Bretagne Jean le Roux, qui passait par Mesdoun, Pen-ar-Hars, Le Cast, Coz-Veil, et dont on voit encore des traces de nos jours.

### Époque moderne
Depuis un temps immémorial, les alentours déserts de la chapelle Saint-Gildas s'animaient périodiquement lors des foires qui attiraient marchands de bestiaux et vendeurs de toutes sortes d'instruments agraires ou d'ustensiles ménagers et de toiles diverses (aux XVIe siècle et XVIIe siècle, Cast fournissait des toiles à Locronan).
Yves Le Goff, un paysan de Cast qui mourut « en odeur de sainteté » âgé d'environ 60 ans vers 1659 raconta au prédicateur Julien Maunoir lors d'une mission organisée à Plonéour en 1656 avoir vu, un jour de l'Assomption alors qu'il revenait du pardon de Notre-Dame-de-Kergoat en Quéménéven, une apparition de la Vierge qui lui aurait donné l'ordre de « communier tous les dimanches et jours de fêtes ainsi que le lundi et le vendredi de chaque semaine » ; il aurait aussi vu d'autres apparitions de la Vierge.
La chapelle de Quillidoaré est consacrée le 6 juillet 1673 et les seigneurs de Pontlez en sont les fondateurs. D'autres chapelles existaient : outre celle de Saint-Gildas qui existe encore de nos jours, tout comme celle de Quilidoaré, d'autres ont disparu : celle de Saint-Mahouarn, proche du lieu-dit Le Loc'h à l'extrême-nord de la paroisse, dont la charte de fondation date de 1657 et qui fut démolie au début du XIXe siècle et celle de Saint-Géniste, démolie aussi au XIXe siècle.
Les familles nobles de Cast sont au XVIIe siècle les familles Le Bihan de Tréouret et de Pennelé, du Disquay (seigneur de La Villeneuve en Plomodiern), Hirgarz (seigneur du dit-lieu en Crozon et de Pontlez), Tregain (seigneur de Traonlevenez), de Lescu (seigneur du Breil), Gentil (seigneur du Pontlez en Quéménéven), Tréouret (seigneur du dit-lieu), Troussier (seigneur de Coëtsquiriou), etc.
Cette commune est connue pour des faits liés à la Révolte des Bonnets rouges en 1675.
En 1720, selon Grégoire de Rostrenen (dans son "Dictionnaire celtique"), on abattit aux environs de Cast un menhir sous lequel on trouva onze têtes de morts dans un bassin, et que celles-ci se réduisirent en poussière dès qu'on y toucha.
La seigneurie de Kergaradec était une sergentise féodée pour les paroisses de Cast, Quéménéven, Plonévez-Porzay et Locronan-Coatnevet, selon des aveus de 1735 et 1752.
Un arrêt du Conseil du roi en date du 13 mars 1742, « portant règlement pour les Toiles à voiles qui se fabriquent à Lokornan, Poulan, Plonevez, Porzay, Mahalon, Melard, Plomodiern, Ploveren, Saint-Nie, Cast, Quemeneven, Guengat et autres lieux des environs en Bretagne » ordonne « que les dites Toiles feront marquées aux deux bouts des noms et demeures des fabriquans, ou de ceux qui font fabriquer» et « marquées comme deffus de la marque du bureau [des toiles] ». Vers le milieu du XVIIIe siècle on dénombrait 150 métiers à tisser à Locronan, 55 à Plonevez-Porzay, 36 à Quéménéven, 30 à Cast, 24 à Guengat, 20 à Ploéven, etc.
En 1759, une ordonnance de Louis XV ordonne à la paroisse de Saint-Cast [en fait Cast] de fournir 30 hommes et de payer 196 livres pour « la dépense annuelle de la garde-côte de Bretagne ».
Jean-Baptiste Ogée décrit ainsi Cast en 1778 :

« Cast, dans les montagnes noires ; à 3 lieues trois quarts au nord de Quimper, son évêché ; à 39 lieues de Rennes ; et à trois-quarts de lieue  de Châteaulin, sa subdélégation et son ressort. Cette paroisse relève du Roi, et compte 1 400 communiants. La cure est à l'alternative. Son territoire, montagneux et pierreux, ne peut être cultivé que dans les vallons, où les terres sont bonnes et rapportent d'abondantes récoltes aux habitants qui sont très laborieux. À peu de distance de ce bourg se trouve une chapelle fort ancienne, dédiée à saint Gildas. »

### Révolution française
Par la loi du 18 juillet 1792, la paroisse de Cast perd un hameau annexé par la paroisse de Châteaulin (Cornahoal). Par ailleurs tous les villages de la paroisse de Cast « situés en deçà du grand chemin qui conduit de Châteaulin à Quimper (...) feront partie de la paroisse de Saint-Coulitz, réunie comme succursale à Châteaulin ». La loi du 12 août 1792 conserve à Cast son ancien territoire, « sauf les parties qui en sont distraites pour être réunies à Châteaulin et à Saint-Coulitz » et annexe « tous les villages situés en-deçà du ruisseau qui prend sa source à la fontaine de Kerhoc, distraits de la paroisse de Plomodiern ; les villages nommés Donarinon, Kerdern et Les Cosques, distraits de la paroisse de Ploéven, et auxquels est réunie comme succursale la paroisse de Dinéault ».

### LeXIXesiècle
Sébastien Didailler, dit Yoan Vras, né à Cast le 30 mars 1832, tailleur d'habits, décédé à Kerlobret en Châteaulin le 17 mai 1916, fut un jeteur de sort célèbre.

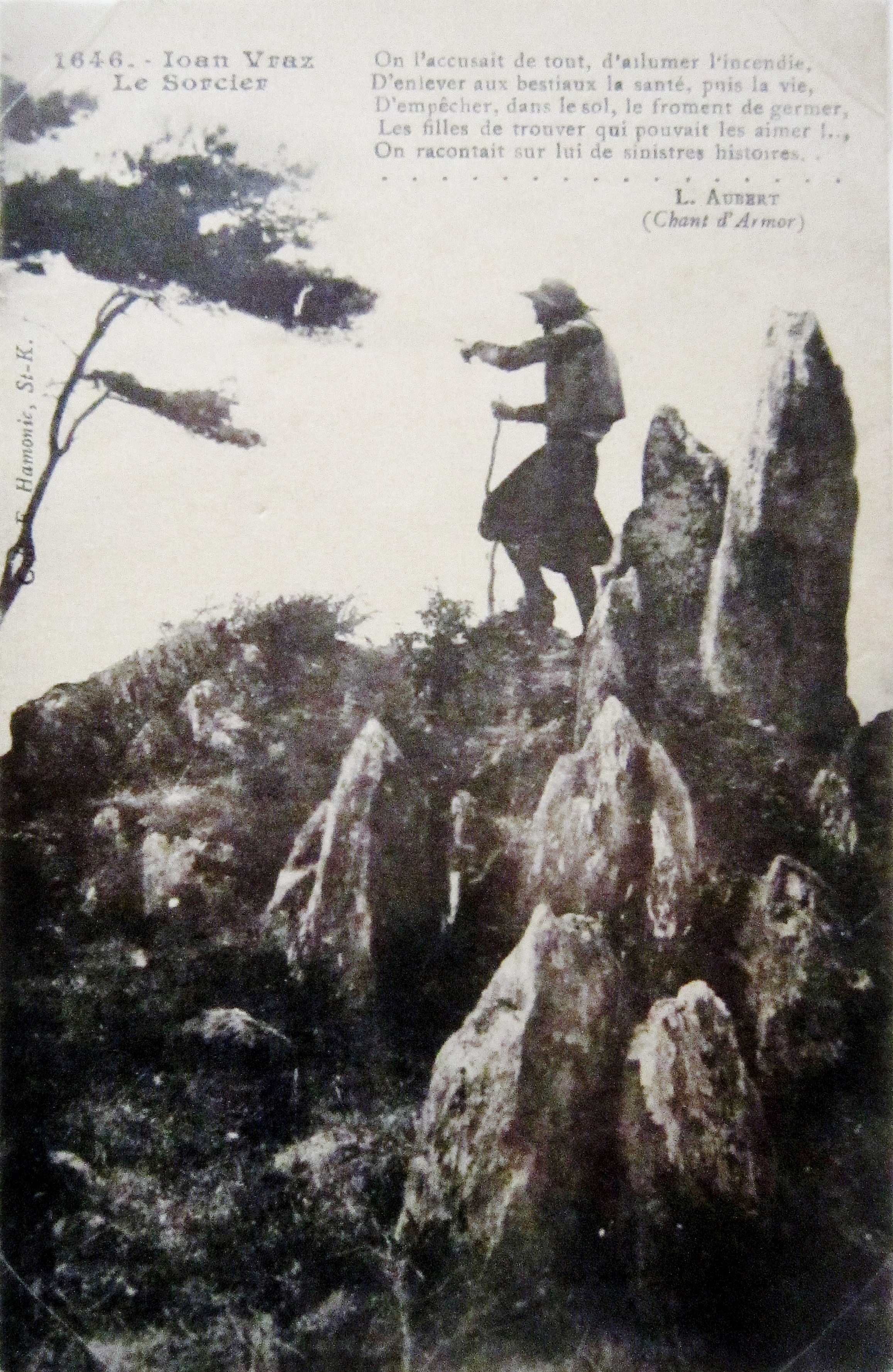
Yoan Vras, sorcier et jeteur de sort (carte postale Émile Hamonic).

La dernière messe dite à la chapelle Sainte-Génite (dite aussi de Lothinidic) le fut en 1835.
En 1840 Pierre-Marie Guizouarn, recteur de Cast, demanda à l'évêque de Quimper la fermeture de la chapelle Saint-Génisse [ou Sainte-Génite] (on n'y célébrait plus de messes depuis 1835) dans laquelle était vénéré saint Tinidic (il était invoqué dans les cas de stérilité). Il demanda aussi la destruction du menhir de Lothinidic  « une pierre longue en schiste à laquelle des sots viennent tout nus et de nuit se frotter le dos et le ventre pour les maux d'entrailles [le recteur fait allusion en fait au sexe de ses paroissiens] ; le menhir existe toujours ; les deux statues de saint Tinidic se trouvent désormais dans l'église paroissiale.
Le menhir de Lothinidic ne fut pas détruit, mais, de la chapelle, il ne subsiste rien, sauf un fût du calvaire.
A. Marteville et P. Varn, continuateurs d'Ogée, décrivent ainsi Cast en 1843 :

« Cast, commune formée par l'ancienne paroisse de ce nom, aujourd'hui succursale. (...) Superficie totale 3 687 hectares, dont (...) terres labourables 1 363 ha, prés et pâturages 233 ha, bois 74 ha, canaux et étangs 13 ha, landes et incultes 1 770 ha (...). Moulins : 8 (de Goulitz, Andreau, du Duc, Neuf, de Kerléo, de Gorveil, à eau). On voit en Cast les chapelles de Quilliodoaré et de Sainte-Génite. L'étang au Duc est remarquable. Le manoir de Tréoret existe toujours. La couche de terre labourable est peu épaisse dans cette commune. Les habitants font beaucoup de chanvre et fabriquent une assez grande quantité de grosses toiles ; mais le froment est peu cultivé. Il y a beaucoup de domaines congéables. (...) Il y a de vastes landes montagneuses, dans quelques parties desquelles on exploite la tourbe. La route royale n°170, dite de Quimper à Lesneven, passe dans la direction sud-nord. Géologie : grès dans toute la partie nord. Le terrain tertiaire moyen domine dans les autres parties. (...). On parle le breton. »

Le 15 novembre 1856 le journal La Presse écrit que la dysenterie s'est déclarée, il y a environ quinze jours, dans les communes de Quéménéven, Cast, Dinéault et Ploéven. « Il y a eu malheureusement déjà une quarantaine de décès; et soixante-dix ou quatre-vingts personnes sont encore malades ».
Un rapport du Conseil général du Finistère indique en août 1880 que Cast fait partie des 27 communes de plus de 500 habitants du Finistère qui n'ont encore aucune école de filles.
En novembre et décembre 1898 une épidémie de scarlatine frappa une quarantaine d'élèves des écoles communales de Cast et touchant aussi des adultes, provoquant quelques décès. Les écoles furent fermées temporairement. Quelques cas survinrent aussi dans les communes voisines de Plomodiern et Quéménéven, dont quelques enfants fréquentaient les écoles de Cast.

### LeXXesiècle

#### La Belle Époque

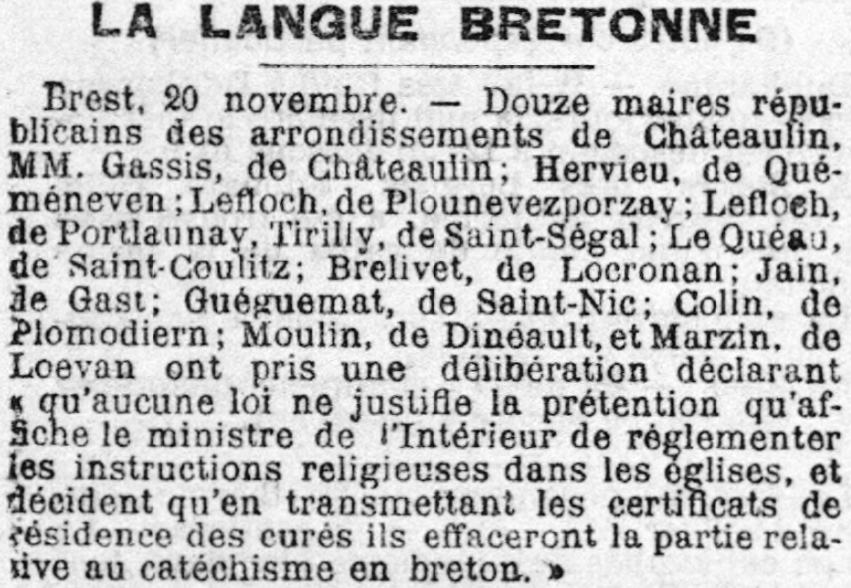
Protestation de 12 maires de l'arrondissement de Châteaulin (dont le maire de Cast) qui déclarent refuser d'indiquer sur les certificats de résidence des curés s'ils utilisent la langue bretonne lors de l'instruction religieuse (catéchisme, sermons).

La fermeture de l'école congrégationniste en vertu des décrets d'application de la loi sur les congrégations se produisit le 8 août 1902 : à Cast deux commissaires de police de Brest, assistés d'une brigade de gendarmerie opérèrent : « les sœurs se retirèrent acclamées par quatre cents personnes ».
Le 26 décembre 1902 trois religieuses  de la Congrégation du Saint-Esprit furent condamnées à des peines d'amende par le tribunal de Châteaulin pour avoir maintenu ouvert des écoles congréganistes à Plomodiern, Cléden-Poher et Cast en dépit de la loi sur les congrégations.

#### La Première Guerre mondiale

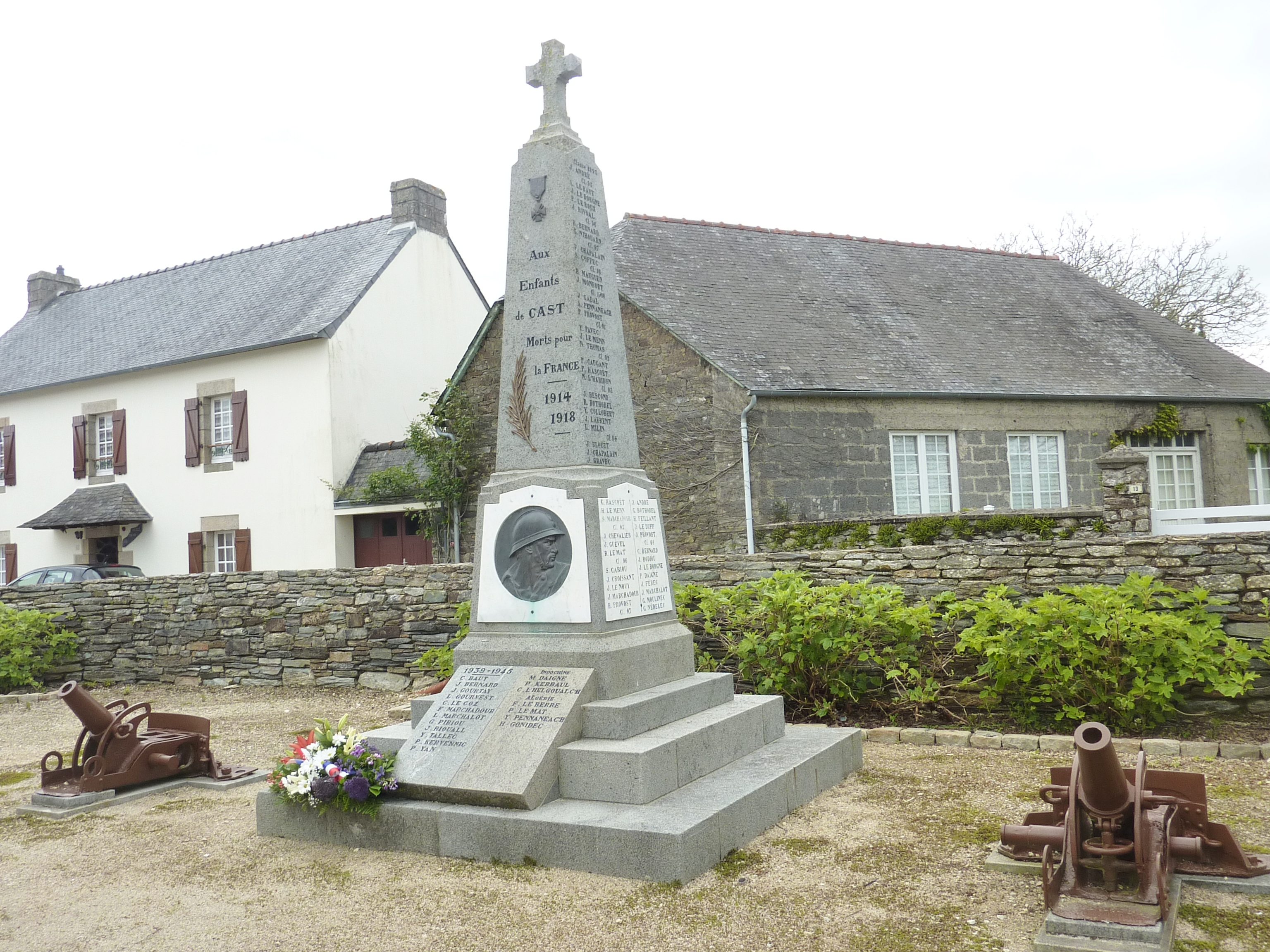
Le monument aux morts de Cast.

Le monument aux morts porte les noms de 133 soldats et marins morts pour la France pendant la Première Guerre mondiale ; parmi eux, par exemple, Jean Bohic, mort en mer lors du naufrage du paquebot La Provence, reconverti en croiseur auxiliaire sous le nom de Provence II le 26 février 1916, Yves Collobert, marsouin au 42e régiment d'infanterie coloniale, mort le 15 juin 1917 en Serbie, et Jacques Blouet, caporal au 219e régiment d'infanterie, mort en captivité dans une mine de charbon en Silésie, alors en Allemagne (de nos jours en Pologne) ; au moins 7 soldats originaires de Cast sont morts sur le front belge, les autres sont décédés sur le sol français, à l'exception de Sébastien Hascoët, mort en Pologne de maladie après l'armistice le 24 décembre 1918 et d'Hervé GoÏc, mort aussi de maladie en Allemagne à Aix-la-Chapelle le 2 juin 1919.

#### L'Entre-deux-guerres
L'exploitation de la carrière du Hinguer commence en 1933.

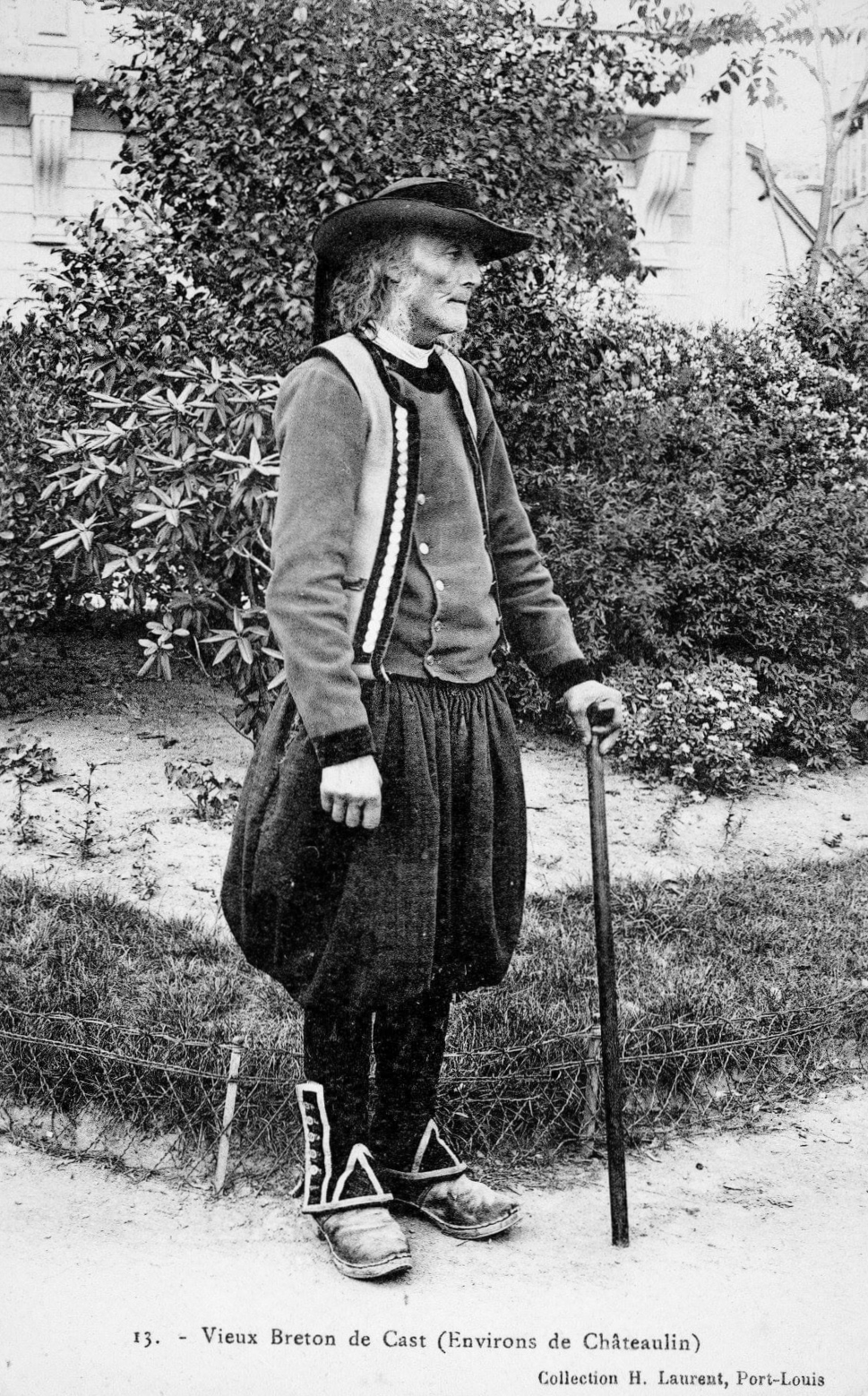
Vieux breton de Cast vers 1920 (carte postale H. Laurent).
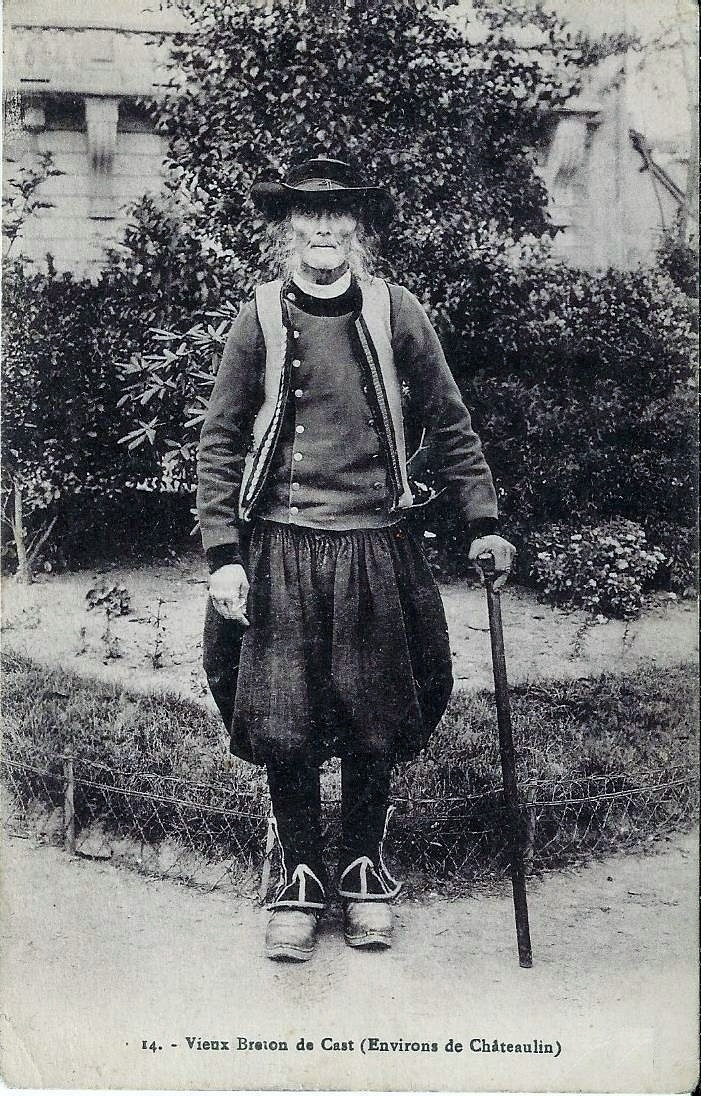
Vieux breton de Cast vers 1920 (carte postale Villard).
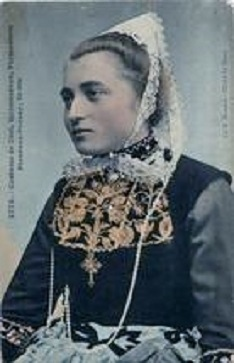
Jeune bretonne en costume de Cast (carte postale, vers 1925).
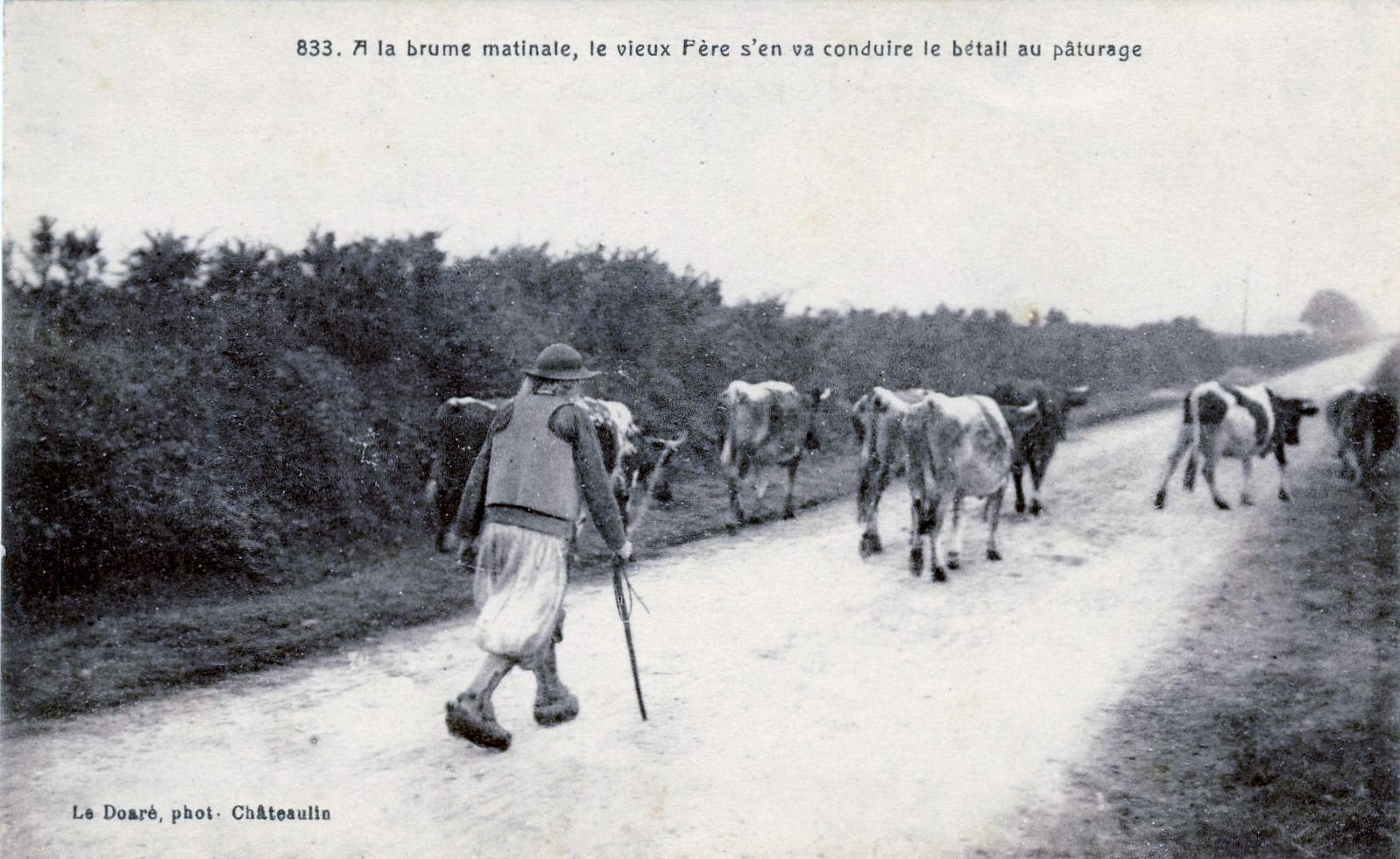
Paysan de Cast emmenant son bétail au pâturage (carte postale Le Doaré, vers 1925).

#### La Seconde Guerre mondiale

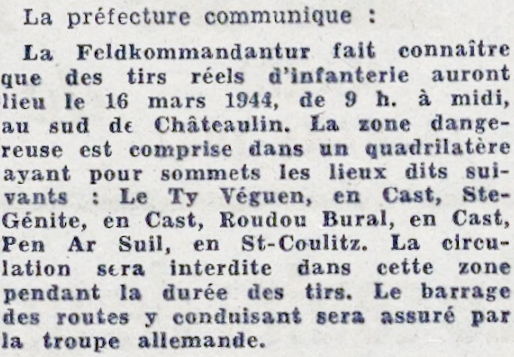
Communiqué de la kommandantur transmis par la préfecture du Finistère annonçant des exercices de tirs de l'infanterie allemande sur le territoire des communes de Cast et Saint-Coulitz.(Journal "La Dépêche de Brest et de l'Ouest" du 14 mars 1944).

Le monument aux morts porte les noms de 14 personnes mortes pour la France pendant la Seconde Guerre mondiale.
Joseph Thomas Marie Birien, alias Henriot, né le 18 octobre 1923 à Cast fut résistant.
François Marie Thépaut, né le 27 août 1923 à Cast, engagé dans la Marine nationale, membre du réseau de résistance Vengeance, fut arrêté le 16 mai 1944 par la Gestapo à Plogonnec le 16 mai 1944  et interné à Châteaulin, puis déporté depuis Rennes par le convoi de Langeais le 6 août 1944 ; il parvient à s'échapper lors d'un bombardement en gare de Langeais, rejoint le bataillon Normandie et participe à la libération de la Presqu'île de Crozon.

#### L'après Seconde Guerre mondiale
Trois soldats originaires de Cast sont morts pour la France pendant la Guerre d'Indochine (dont Marcel Daigné, mort à Ðiện Biên Phủ) et quatre pendant la Guerre d'Algérie.

## Économie
- La carrière du Hinguer, propriété de "Carrières et Matériaux du Grand Ouest" (CMGO), une filiale du groupe Colas, emploie près d'une cinquantaine de personnes. Après plusieurs décennies d'exploitation, son front de taille est étagé en 5 paliers de 15 mètres chacun. Son périmètre actuel est de 55 hectares et comprend une réserve de roches exploitables, mais qui nécessite un approfondissement de la carrière[45].

## Politique et administration

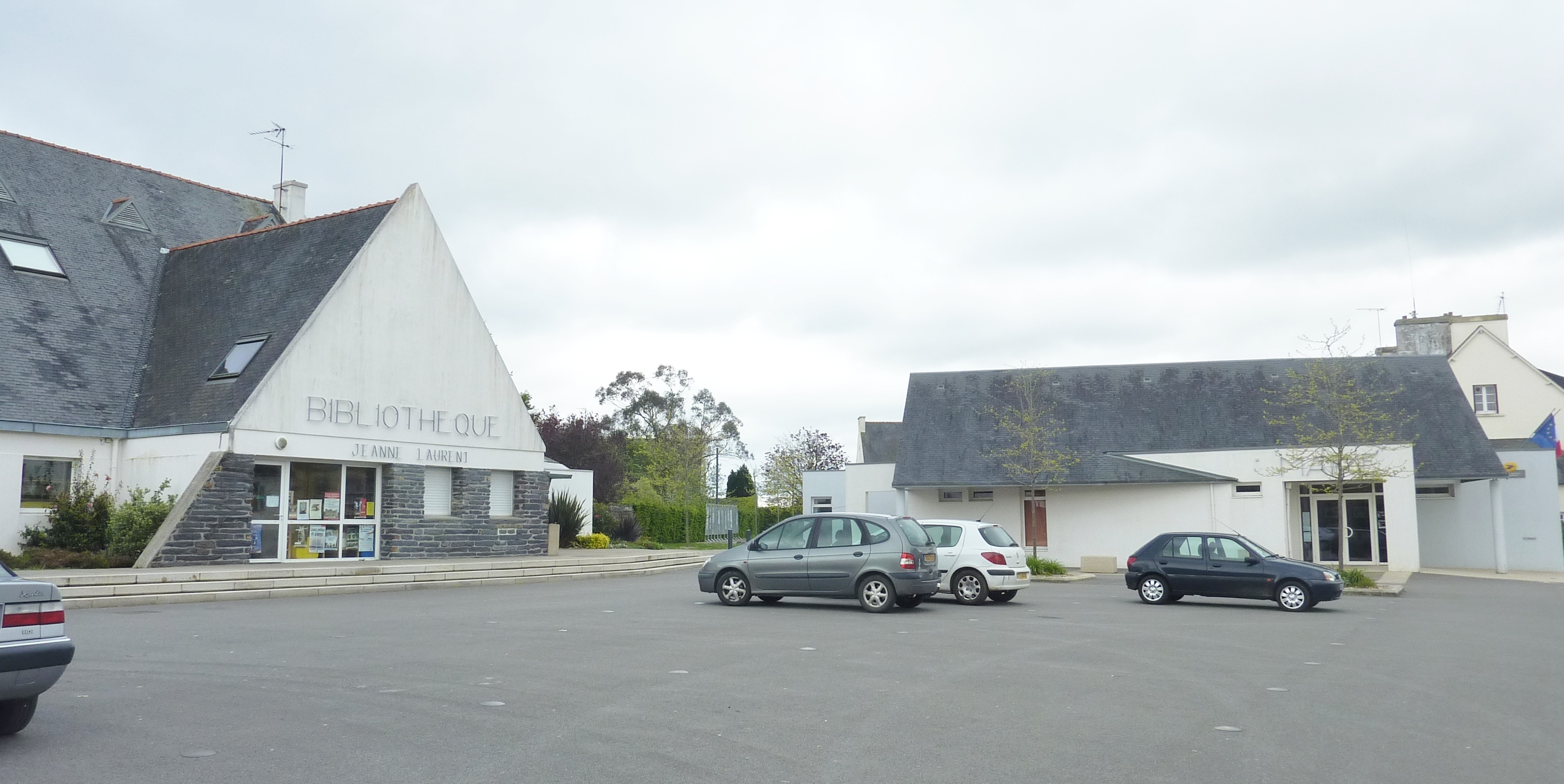
Cast : la mairie et la bibliothèque.

## Population et société

### Démographie
L'évolution du nombre d'habitants est connue à travers les recensements de la population effectués dans la commune depuis 1793. Pour les communes de moins de 10 000 habitants, une enquête de recensement portant sur toute la population est réalisée tous les cinq ans, les populations de référence des années intermédiaires étant quant à elles estimées par interpolation ou extrapolation. Pour la commune, le premier recensement exhaustif entrant dans le cadre du nouveau dispositif a été réalisé en 2007.

En 2022, la commune comptait 1 557 habitants, en évolution de −1,95 % par rapport à 2016 (Finistère : +2,16 %, France hors Mayotte : +2,11 %).
| 1793  | 1800  | 1806  | 1821  | 1831  | 1836  | 1841  | 1846  | 1851  |
| ----- | ----- | ----- | ----- | ----- | ----- | ----- | ----- | ----- |
| 1 470 | 1 254 | 1 540 | 1 710 | 1 711 | 1 794 | 1 850 | 1 890 | 1 920 |

| 1856  | 1861  | 1866  | 1872  | 1876  | 1881  | 1886  | 1891  | 1896  |
| ----- | ----- | ----- | ----- | ----- | ----- | ----- | ----- | ----- |
| 1 713 | 1 774 | 1 851 | 1 790 | 1 842 | 1 821 | 1 909 | 2 112 | 2 113 |

| 1901  | 1906  | 1911  | 1921  | 1926  | 1931  | 1936  | 1946  | 1954  |
| ----- | ----- | ----- | ----- | ----- | ----- | ----- | ----- | ----- |
| 2 210 | 2 281 | 2 464 | 2 038 | 1 953 | 1 881 | 1 846 | 1 837 | 1 634 |

| 1962  | 1968  | 1975  | 1982  | 1990  | 1999  | 2006  | 2007  | 2012  |
| ----- | ----- | ----- | ----- | ----- | ----- | ----- | ----- | ----- |
| 1 748 | 1 615 | 1 573 | 1 578 | 1 545 | 1 382 | 1 483 | 1 497 | 1 600 |

| 2017  | 2022  | - | - | - | - | - | - | - |
| ----- | ----- | - | - | - | - | - | - | - |
| 1 556 | 1 557 | - | - | - | - | - | - | - |

### Manifestations culturelles et festivités
- Cast en Scène : (Début juillet) Festival de Théâtre et de l'humour (https://www.castenscene.com/)
- les Vaches Folks : Les Vaches Folks organisent à Cast (29) depuis 2005, plusieurs concerts Folk par an, avec des artistes de renommée nationale et internationale. (http://les-vaches-folks.fr/)

## Sites et patrimoine

### Monuments religieux
- Chasse de Saint-Hubert

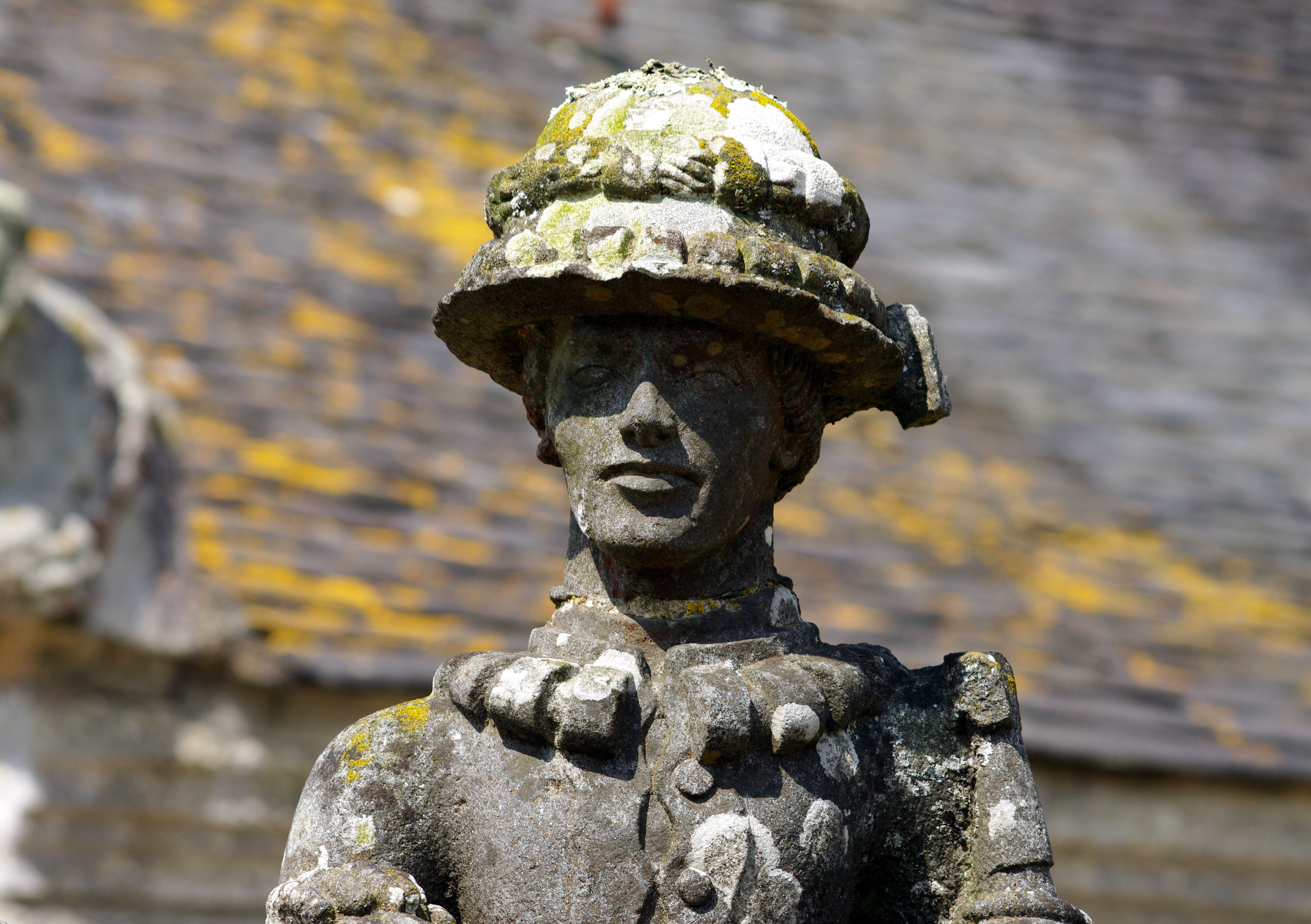
La chasse de Saint-Hubert, Jehan le Gentil de Barvédel.

L'on s'accorde à dire que le commanditaire du beau monument en kersanton du XVIe siècle dédié à saint Hubert et situé près de l'église fut messire Jehan le Gentil, grand-bailli de Cornouaille en 1524. Il est représenté debout, en tenue de grand-bailli, tenant le cheval de saint Hubert en prières.
Jehan le Gentil, seigneur de Barvédel et de Pontlez, appartenait à une famille d'ancienne extraction d'ascendance chevaleresque de Cornouaille. Il était le fils de Yves et de Louise de Tréanna et détenait les manoirs nobles de Boulvern et de Quillavon, en Cast.
Son frère Geoffroy, chanoine de saint Corentin, était recteur de Cast en 1517 et leur sœur Louise était dame d'honneur de la duchesse Anne de Bretagne, reine de France.
Jehan le Gentil signa la tutelle des enfants mineurs de messire Jehan de Rosmadec et de Jehanne de La Chapelle. Il épousa Louise de Tyvarlen et présida la montre de la noblesse tenue à Quimper en 1536.
La famille le Gentil appartenait à la noblesse de Cornouaille et était fortement établie dans le Porzay.

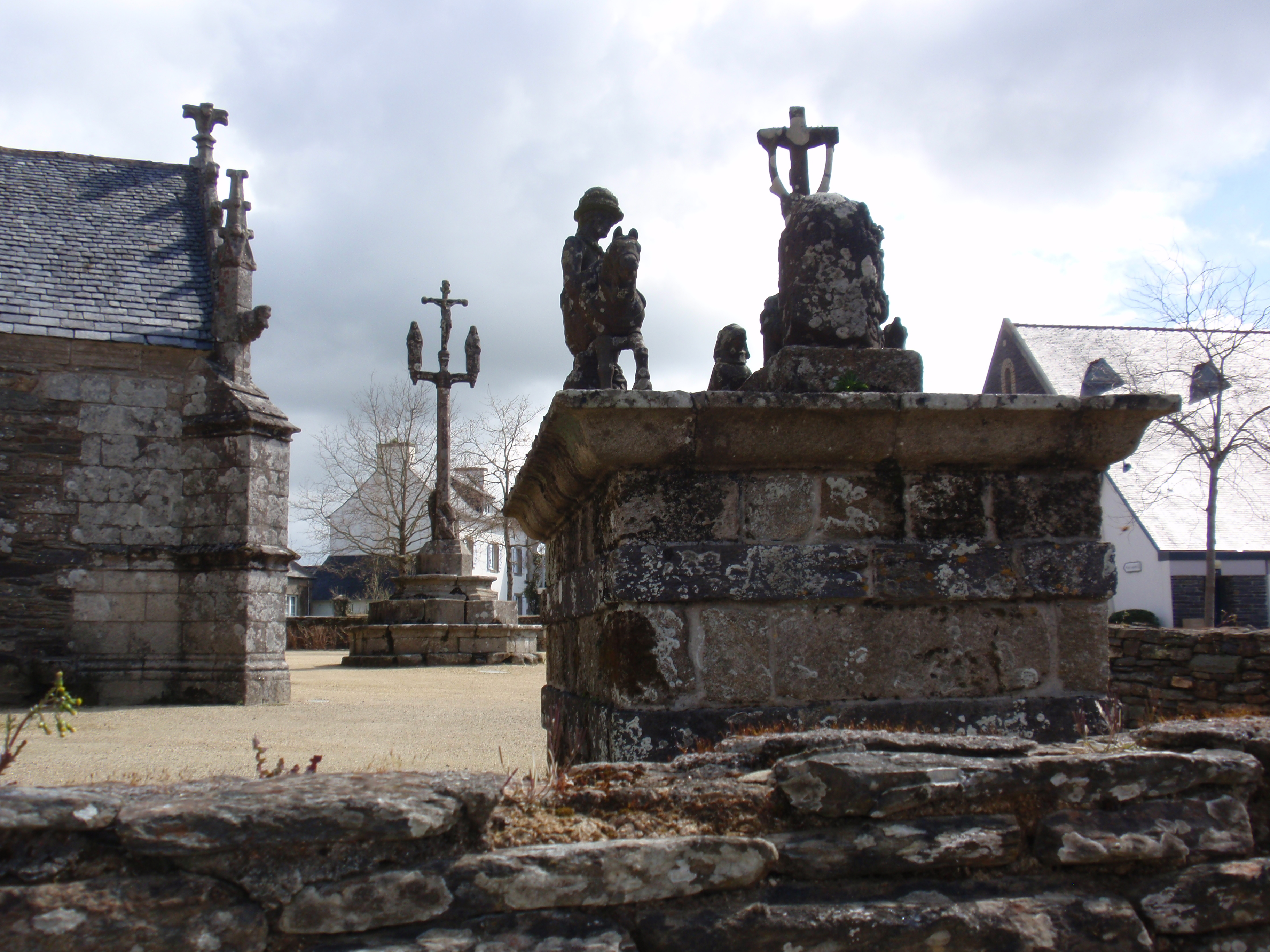
La chasse de Saint-Hubert et le calvaire de l'enclos paroissial.
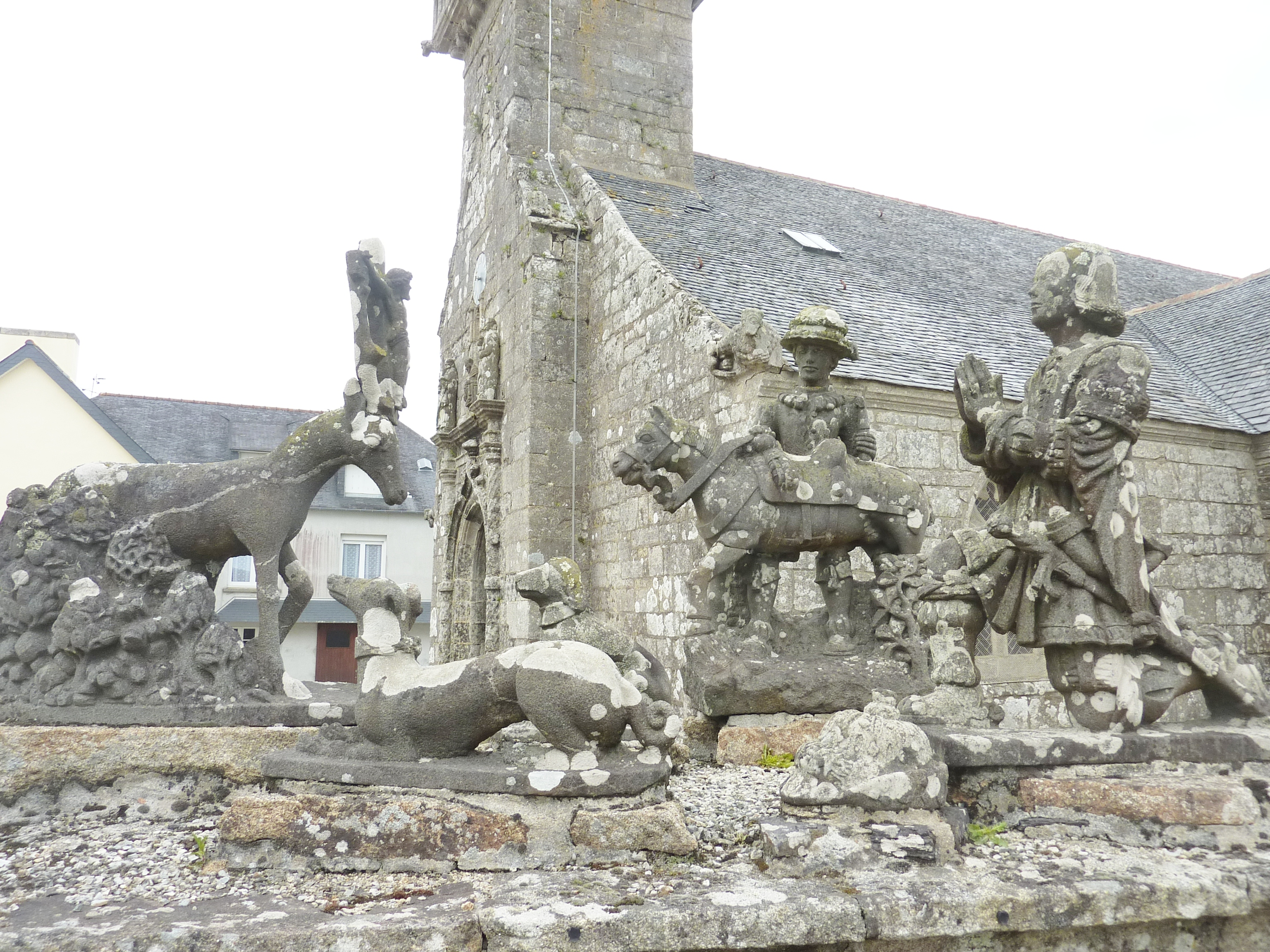
Chasse de Saint-Hubert : vue d'ensemble des sculptures.
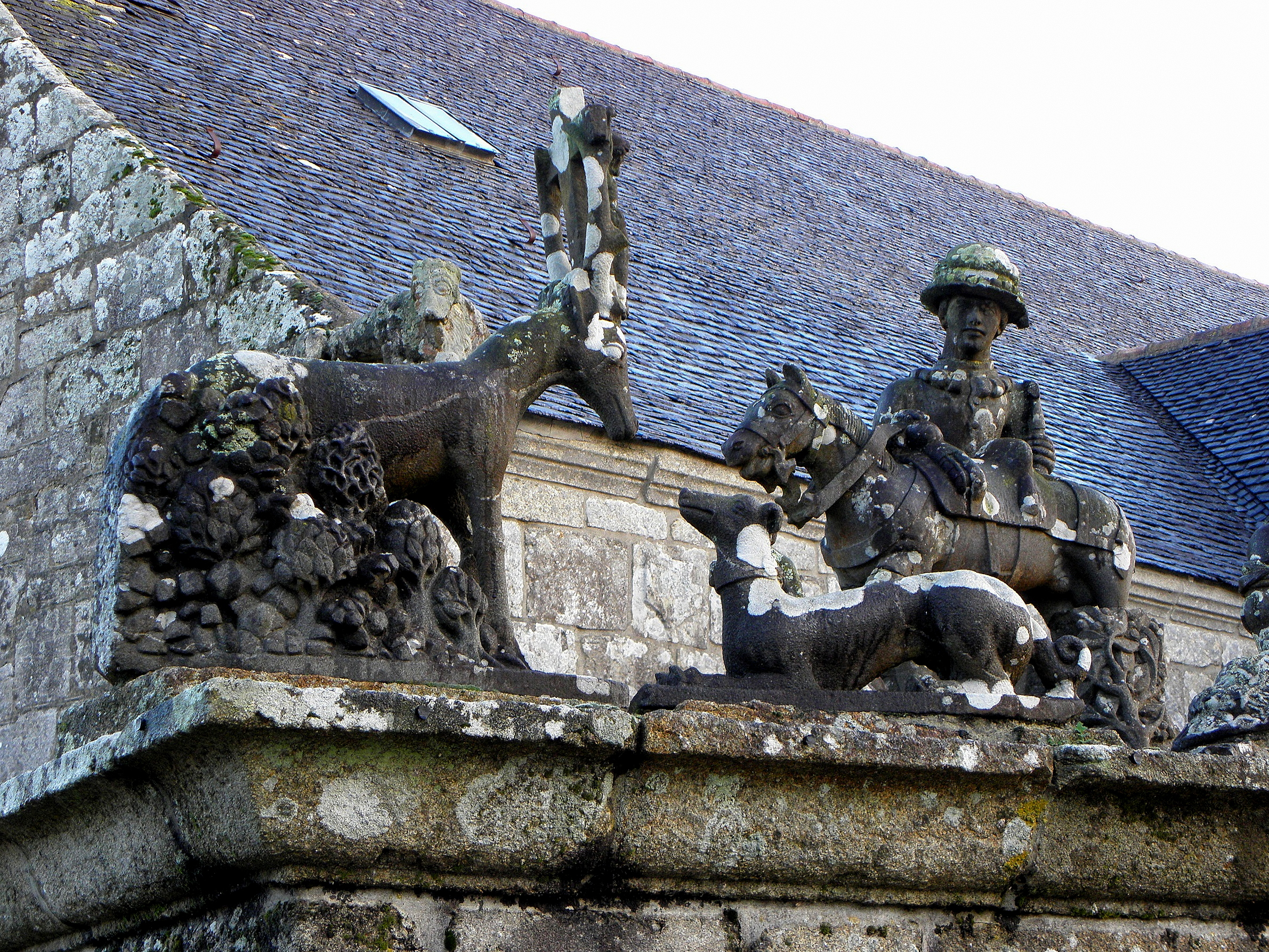
Chasse de Saint-Hubert : deux des groupes sculptés.
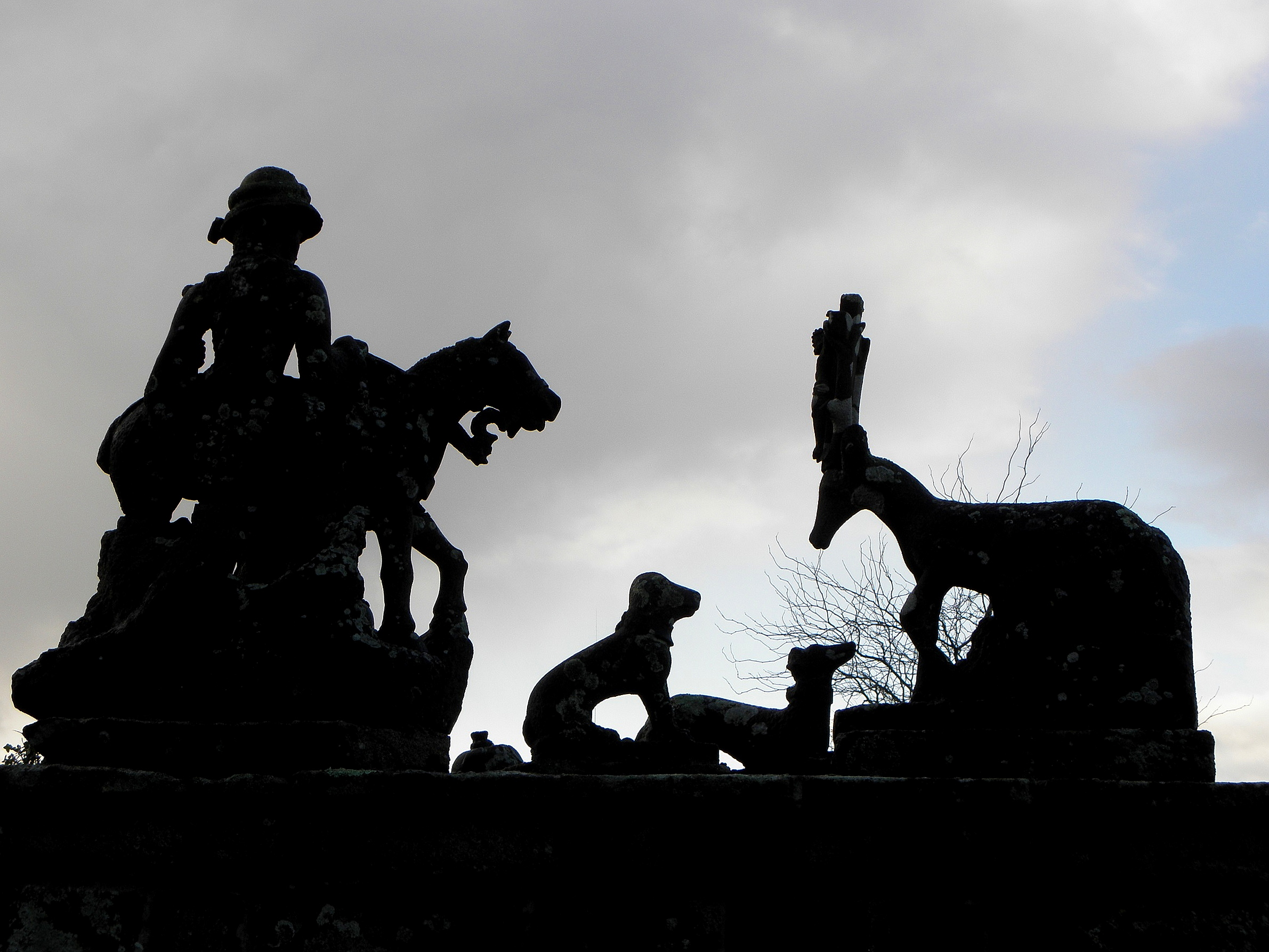
Chasse de Saint-Hubert : un des groupes sculptés.
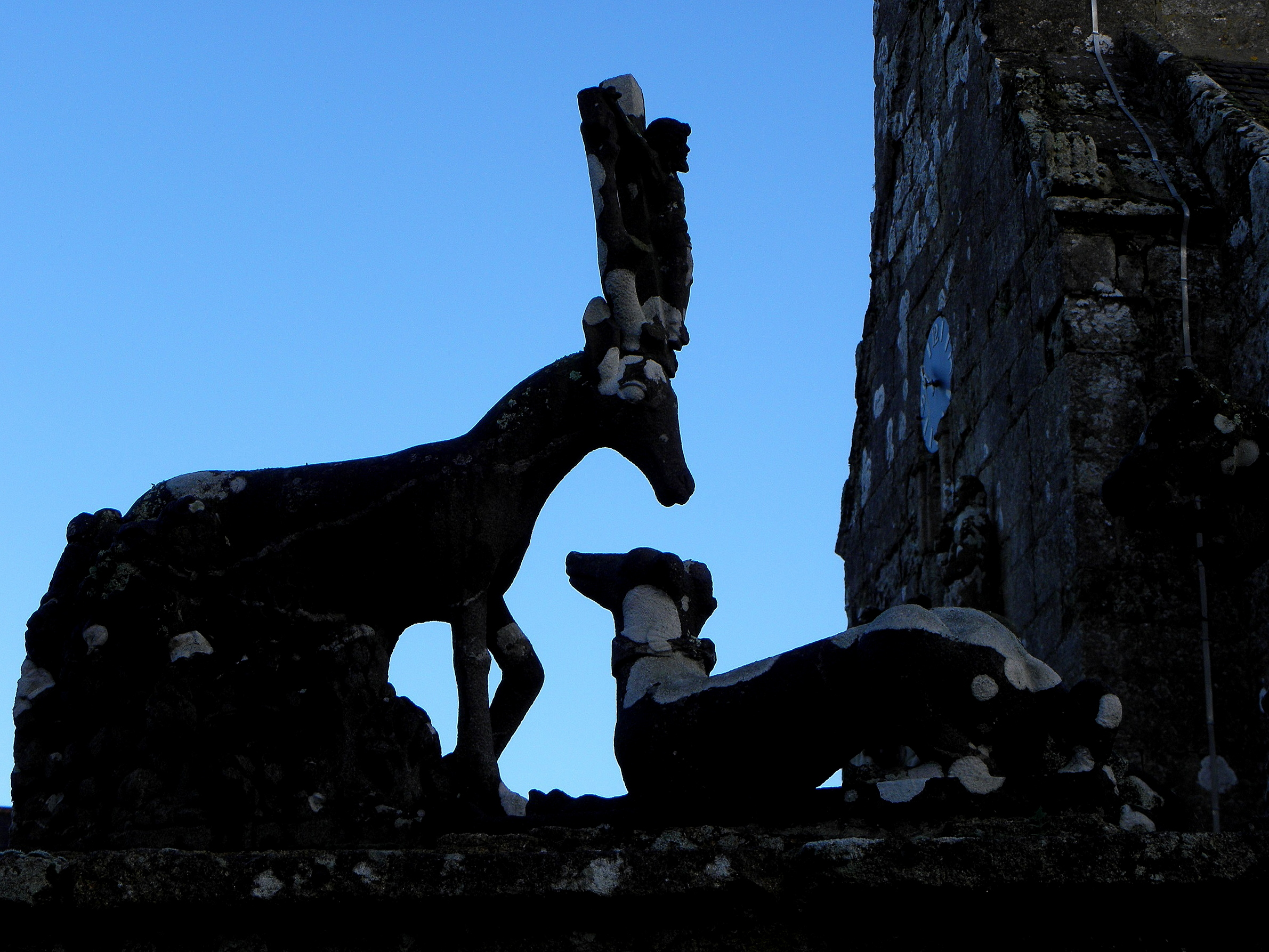
Chasse de Saint-Hubert : un autre des groupes sculptés.

- Église paroissiale Saint-Jérôme

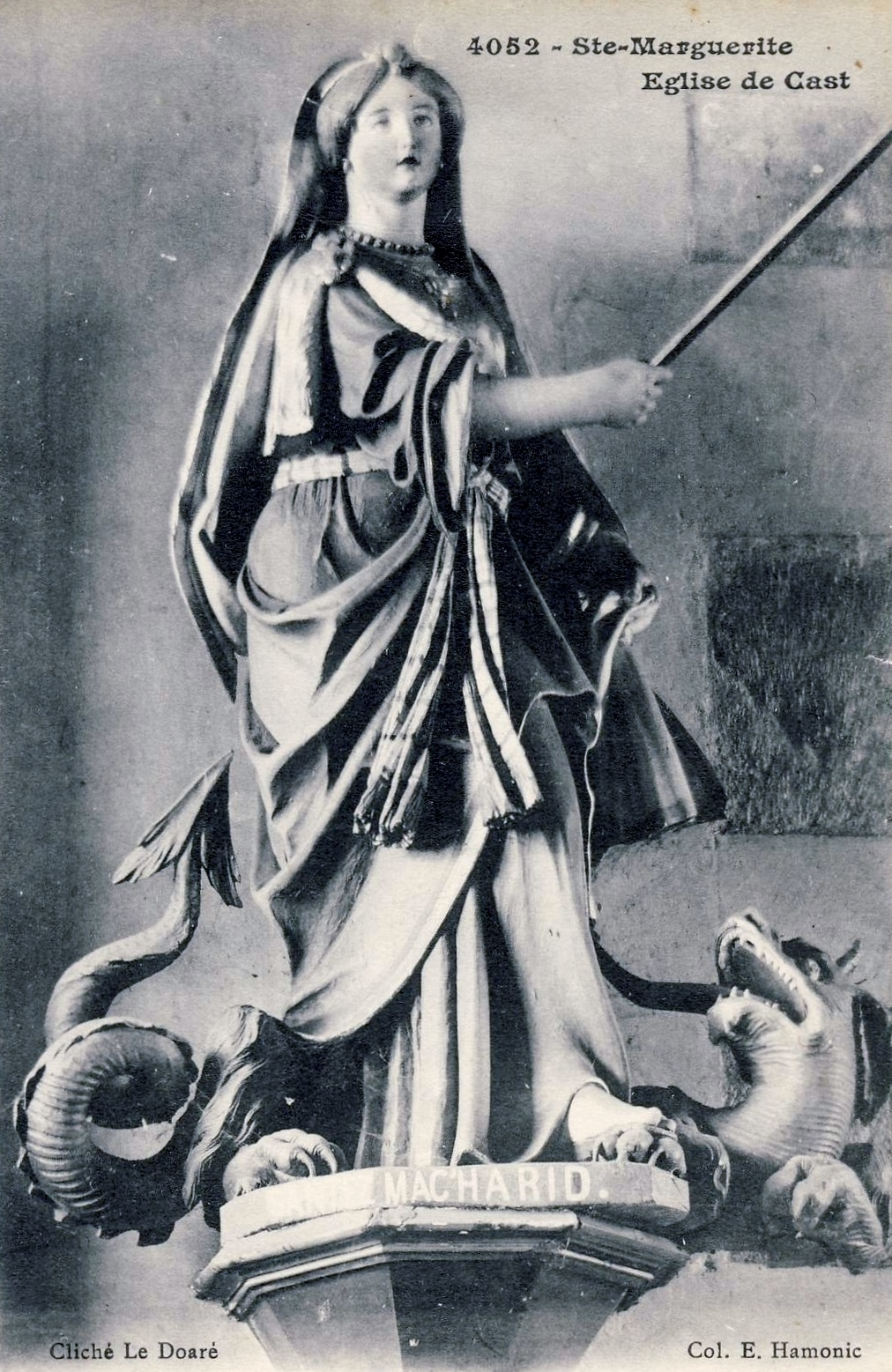
Église Saint-Jérôme : statue de sainte Marguerite.

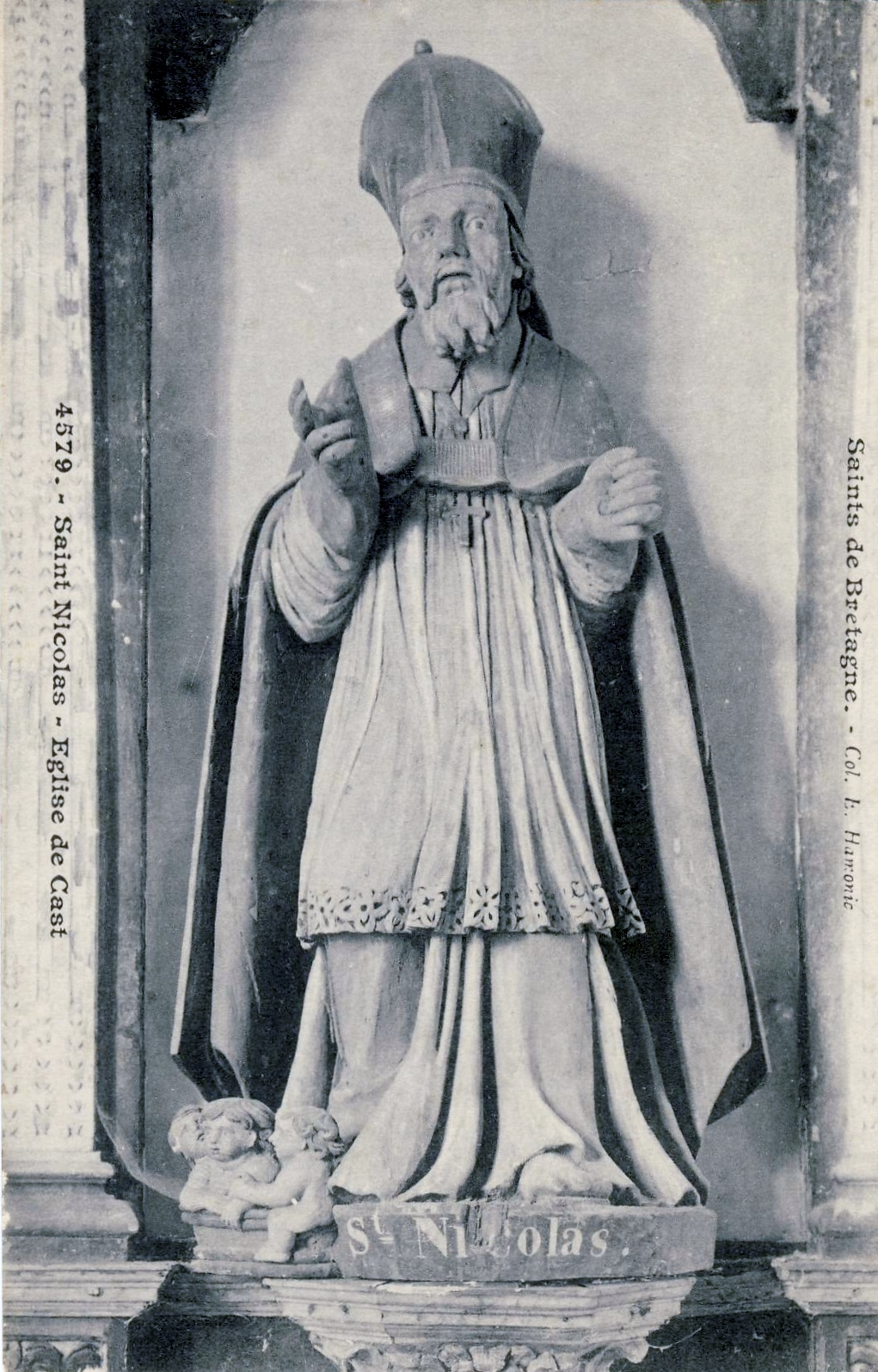
Église Saint-Jérôme : statue de saint Nicolas.

L'église et son calvaire sont classés au titre des monuments historiques par arrêté du 31 mars 1916. L'église a été construite en partie dans la première moitié du XVIe siècle, une autre partie datant de la deuxième moitié du XVIIe siècle. Elle abrite une statue de sainte Anne en bois polychrome et des statues en granite de saint Jérôme, saint Barthélémy, de saint Jean, de saint Pierre, de saint Thomas, de saint Tugen, de saint Tinidic (dit aussi saint(e) Génite), de sainte Marguerite (santez Marcharid), de saint Mathurin (saint Matelin), de saint Corentin, etc.. qui datent du XVIe siècle ou du XVIIe siècle. Le calvaire en kersanton et les statues de la Vierge à l'Enfant et de saint Marc datent de 1660 et sont l'œuvre de Roland Doré.
L'église renferme aussi une croix de procession du XVIIe siècle en argent, classée au titre objet des monuments historiques depuis le 7 septembre 1931.

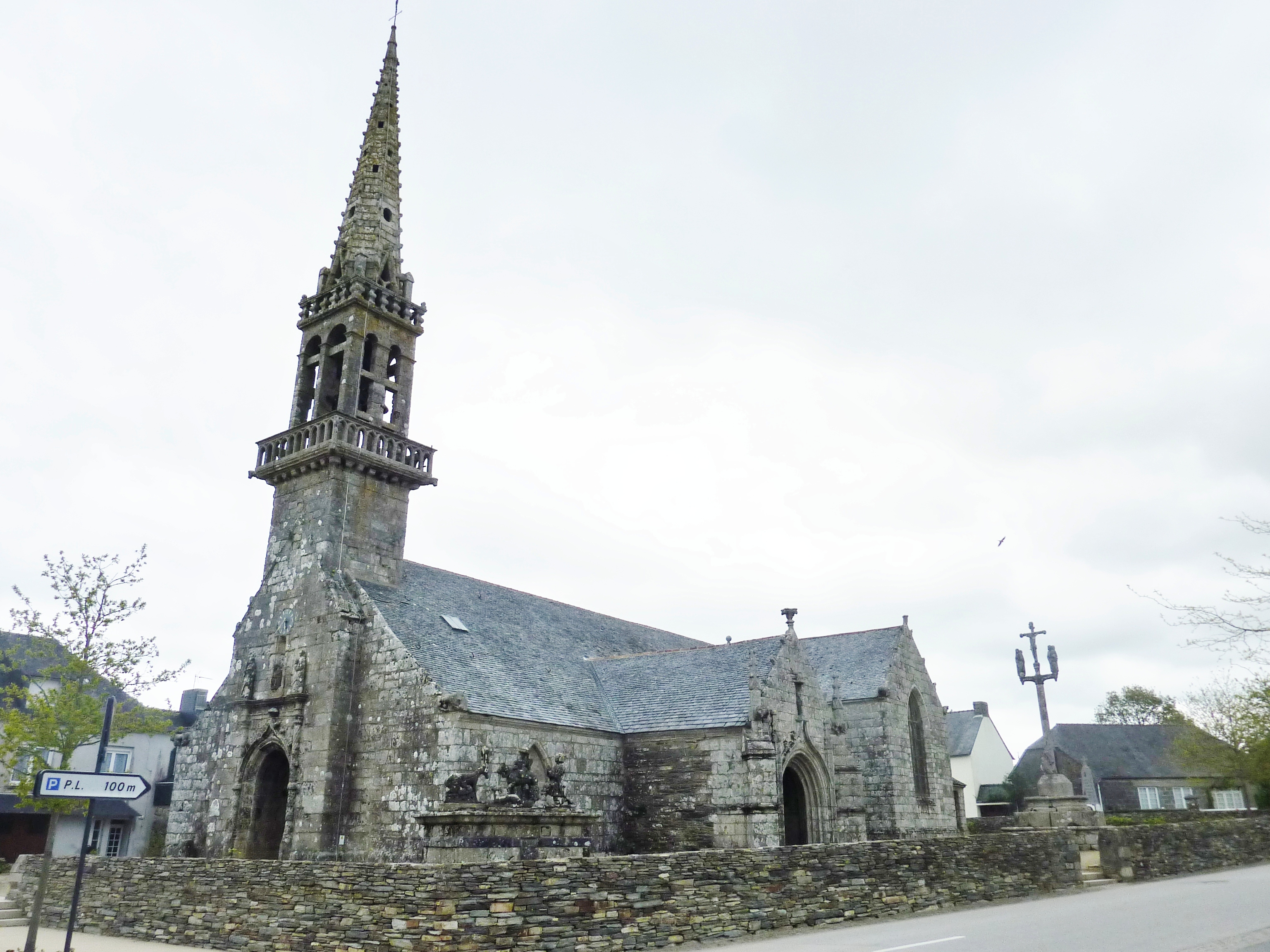
Église paroissiale Saint-Jérôme : vue extérieure d'ensemble.
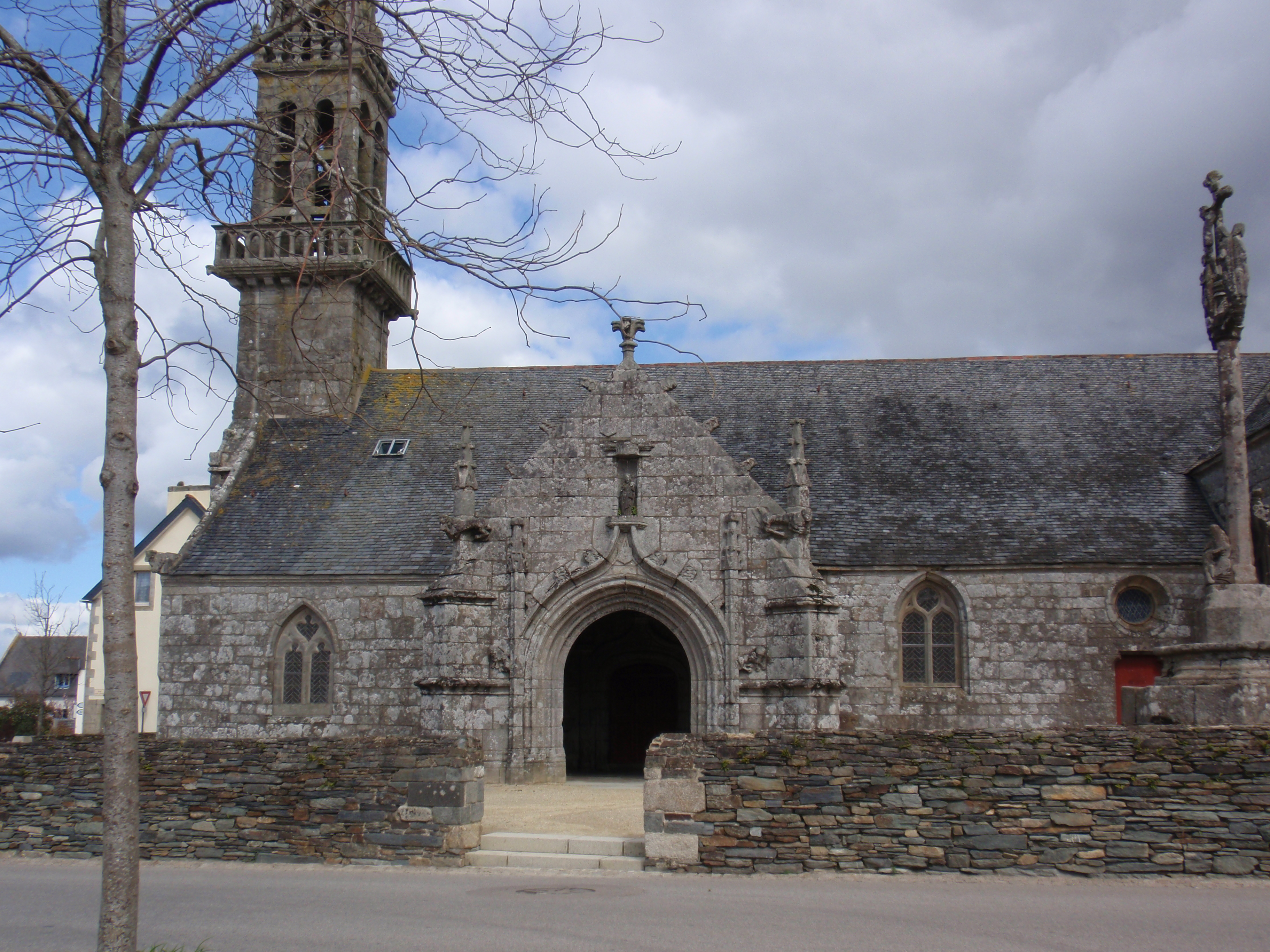
Église paroissiale Saint-Jérôme : flanc sud.
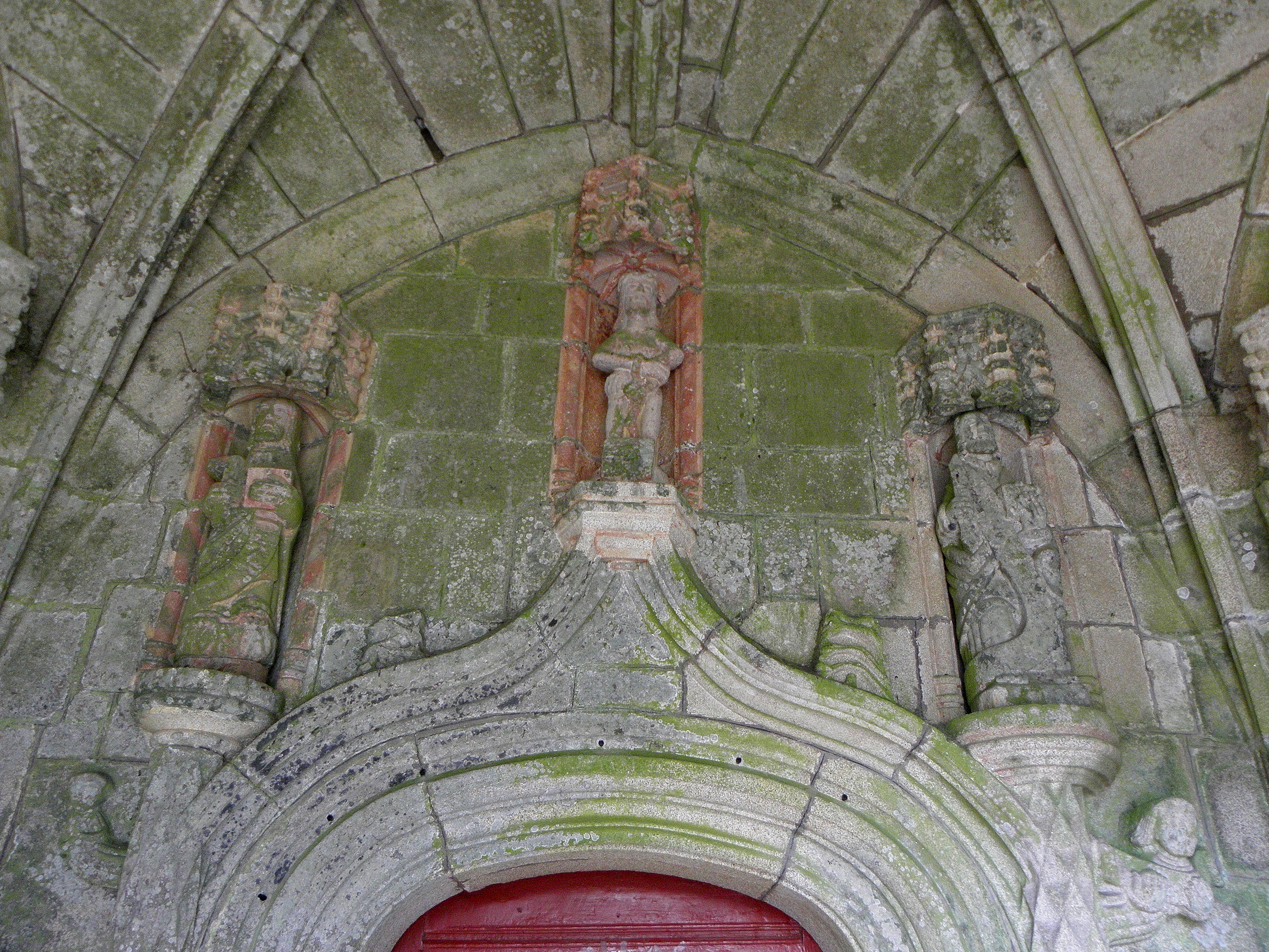
Église paroissiale Saint-Jérôme : porche sud, Ecce Homo entre saint Thomas et saint Pierre.
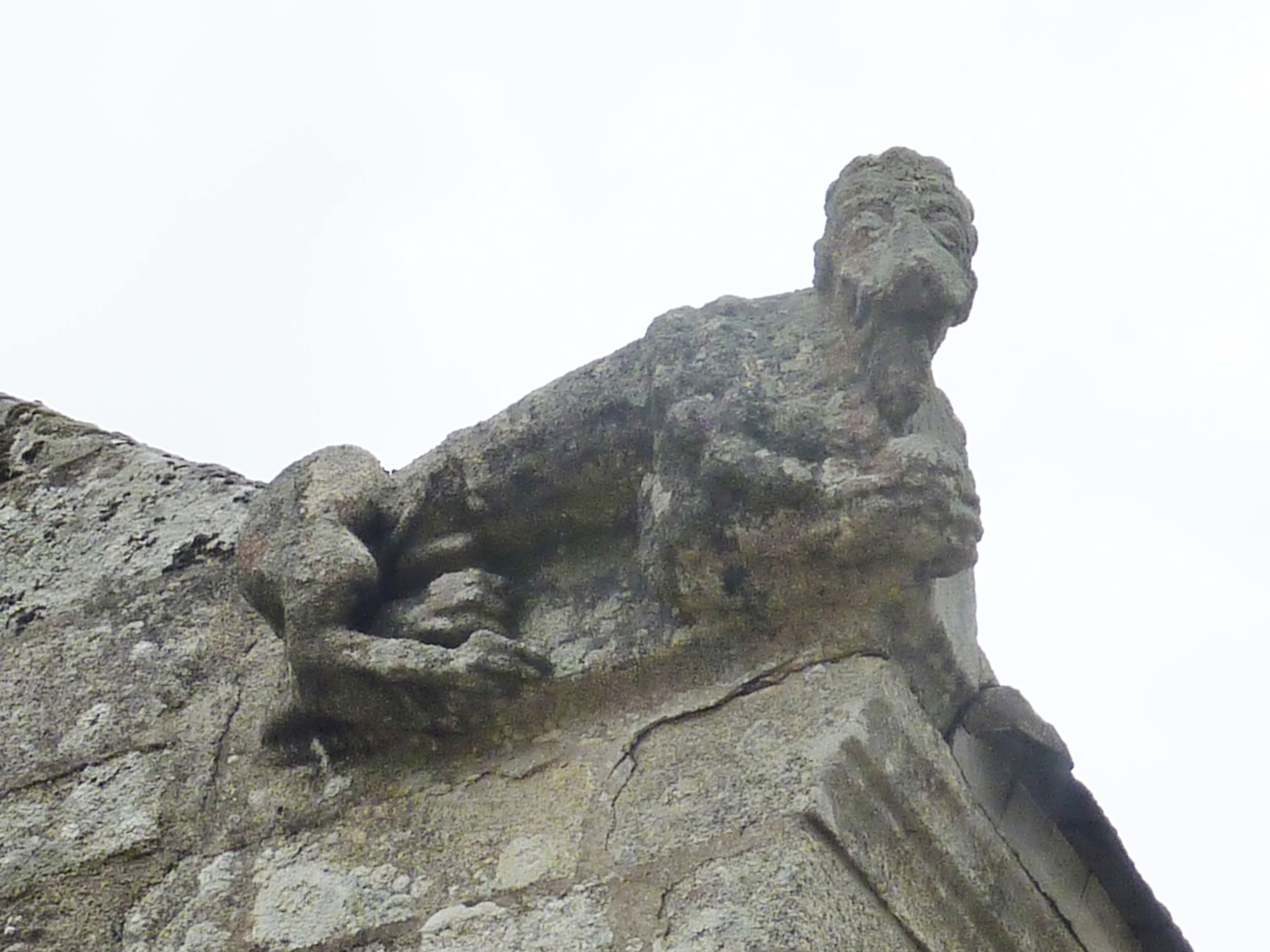
Église paroissiale Saint-Jérôme : gargouille.
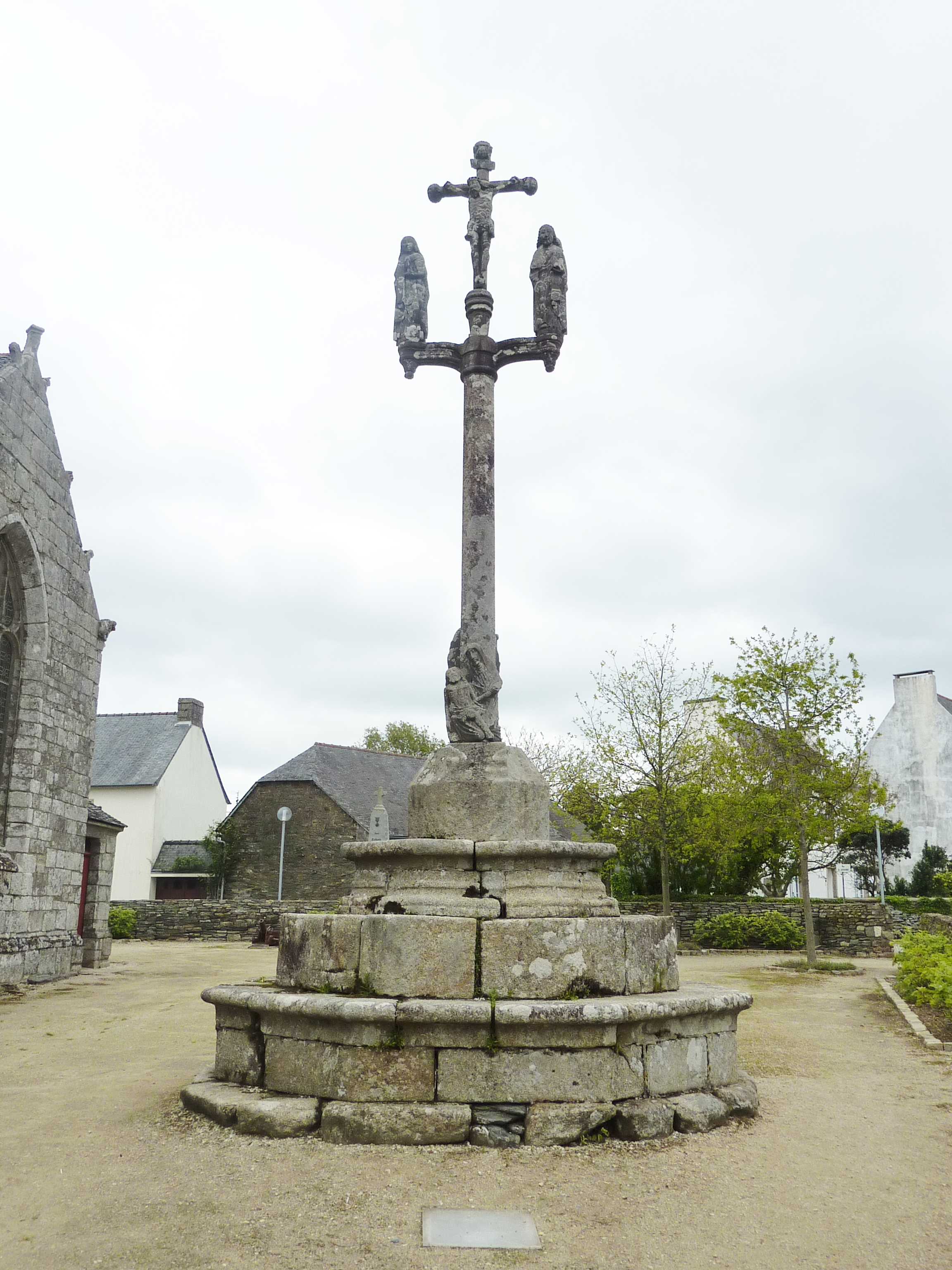
Le calvaire de l'enclos paroissial.
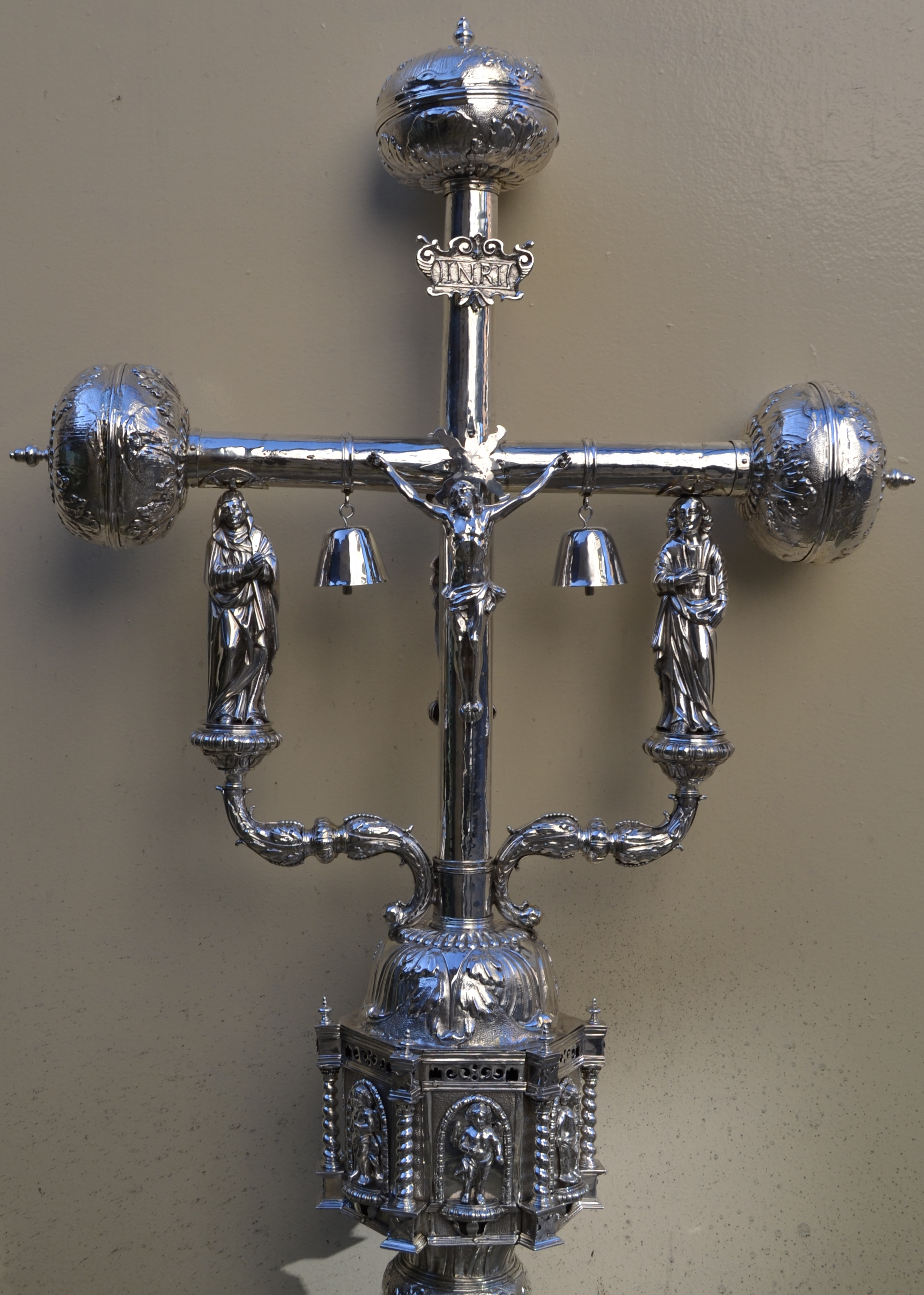
La croix de procession de l'église Saint-Jérôme.

- Chapelle de Quillidoaré

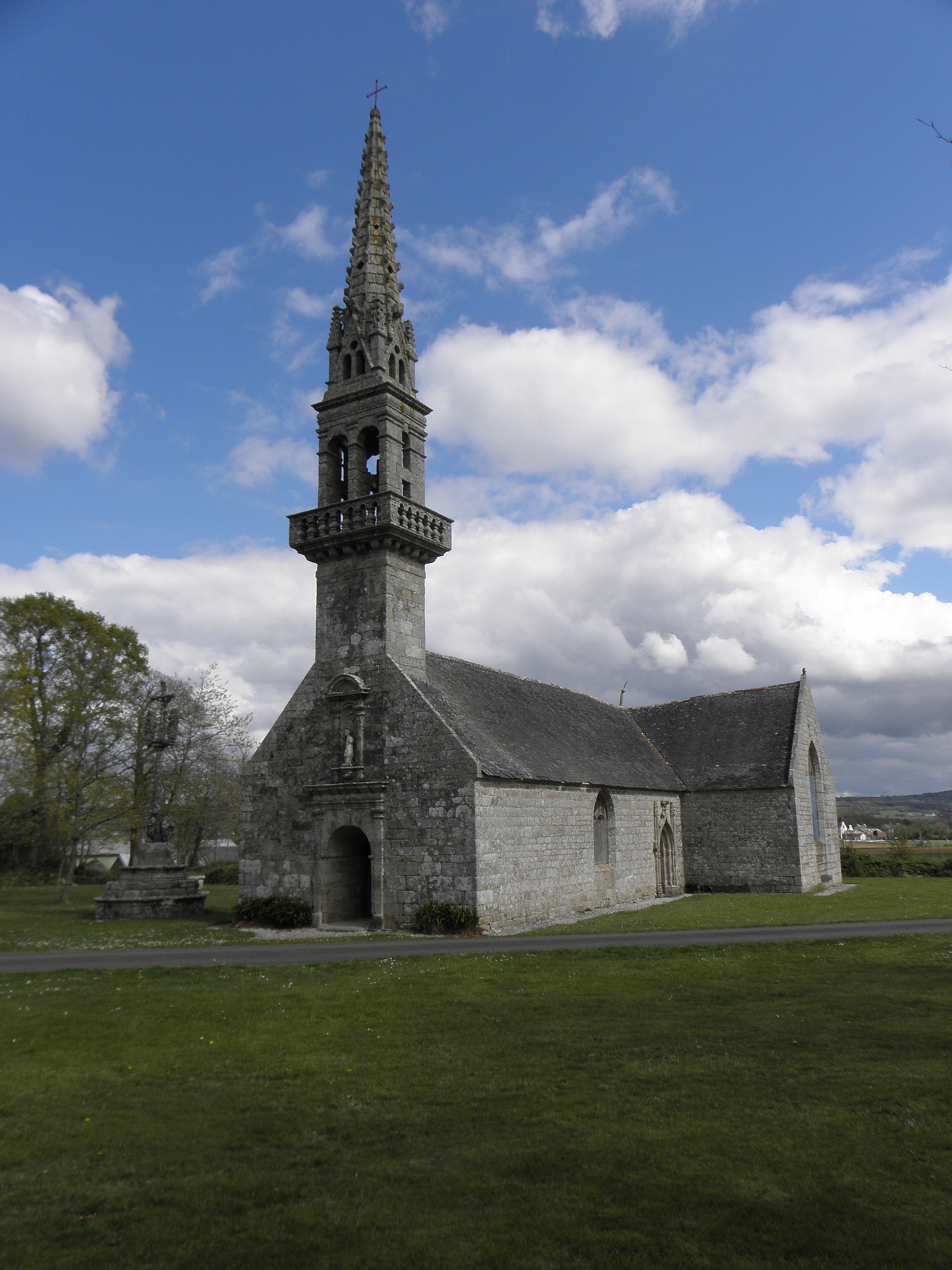
La chapelle de Quillidoaré.

Cette jolie chapelle, dénommée également « Notre-Dame de Bonne-Nouvelle » (traduction française de Kelou e Doaré, expression bretonne signifiant « Bonne Nouvelle ») date du XVIe siècle/ XVIIe siècle. On remarque dans le tympan de beaux vitraux d'époque, classés monuments historiques, aux armes des familles le Gentil, Pontcroix, Pontlez, Tréanna, Tréouret, Tyvarlen.Son calvaire date du XVIIe siècle.La chapelle possède aussi la statue d'une Vierge allaitante.
Cette chapelle a été fondée le 3 juillet 1673 par Marie-Gabrielle de Lescu. La légende fait une confusion : en fait Marie-Gabrielle de Lescu a relevé une chapelle antérieure datant de 1520 et le seigneur évoqué dans la légende ne serait pas en réalité le marquis de Pontlez, mais un autre seigneur qui aurait commis ses exactions pendant les guerres de la Ligue, en réparation des crimes commis par son mari, le seigneur de Pontiez. « Il n'y avait pas, dans toutes les montagnes Noires, un homme qui fût aussi fâcheusement connu et aussi redouté que le sire du Breil, marquis de Pontlez. Sans cesse battant l'estrade, courant le plat pays, il arrêtait les pèlerins, rançonnait les voyageurs et opprimait durement ses vassaux ». Le seigneur de Pontlez ne reconnaissait aucun supérieur. « Il ne relevait que de son épée ». Finalement il fut expulsé de son château, banni de Bretagne et condamné à pèleriner en Terre Sainte pour expier ses fautes. Il mourut en exil. Selon la légende, son fantôme erra longtemps la nuit  entre Châteaulin et Cast à proximité d'un pont dont il interdisait le passage.

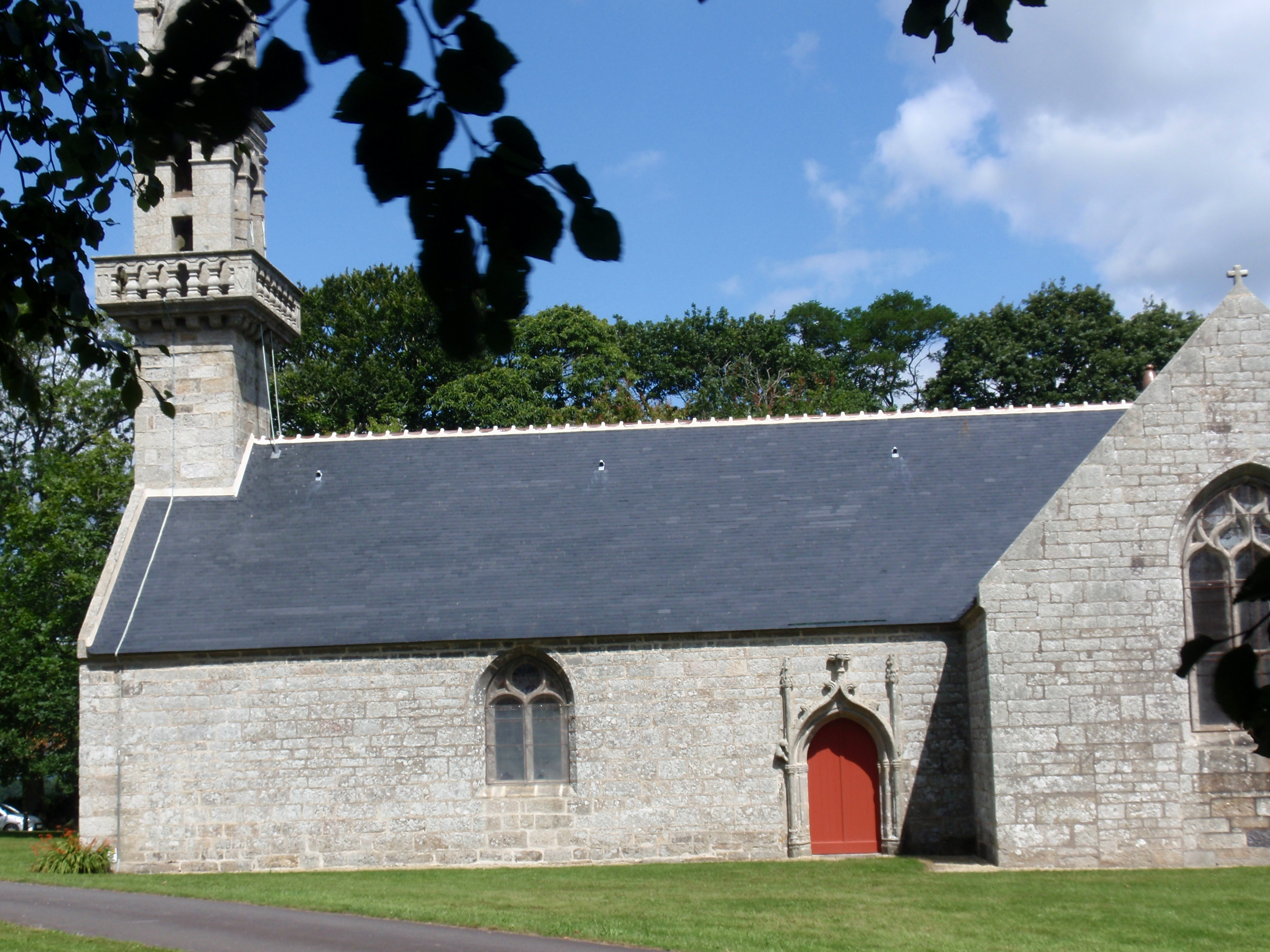
Chapelle de Quillidoaré : vue extérieure.
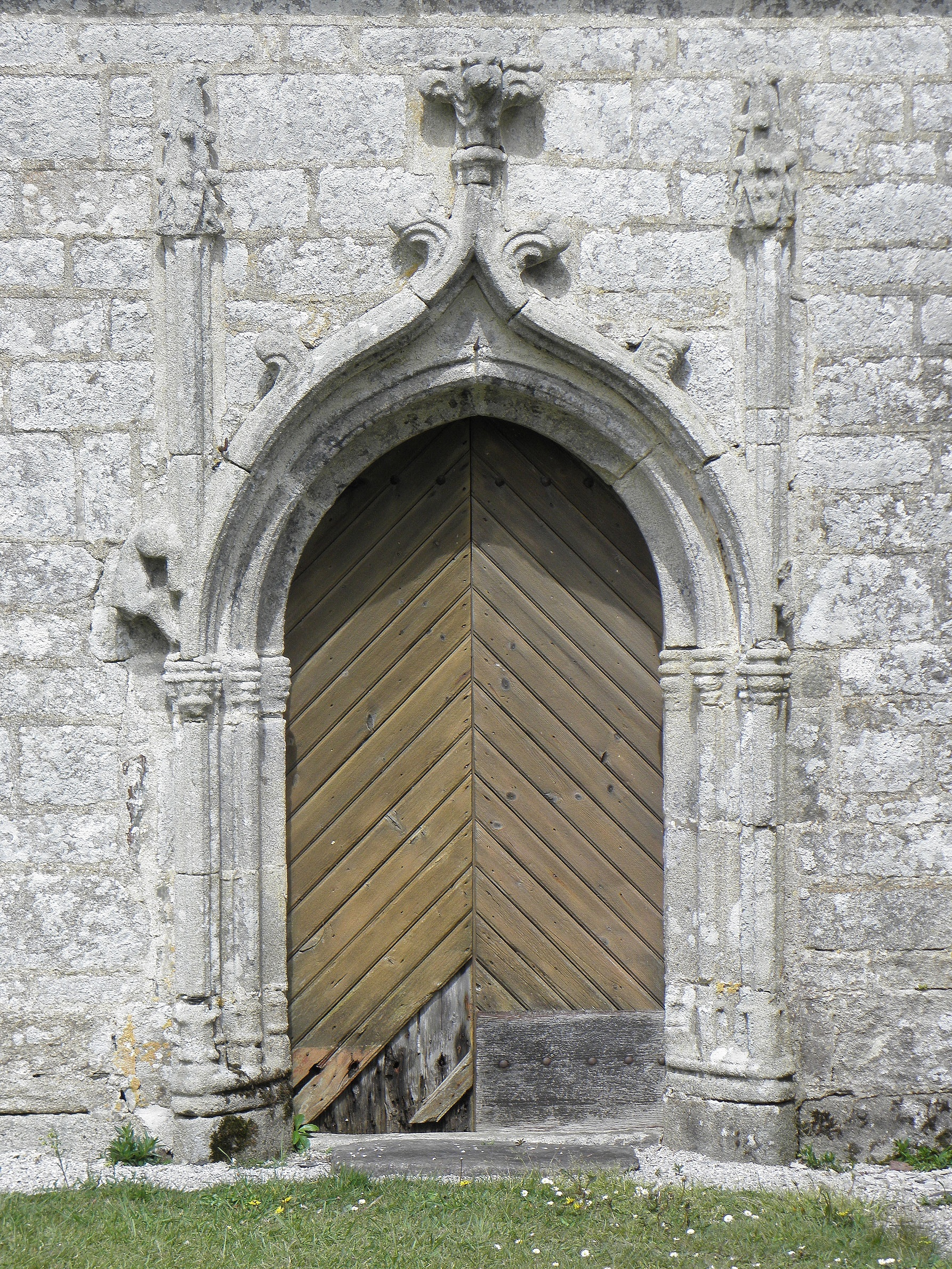
Chapelle de Quillidoaré : porte de la costale sud de la nef.
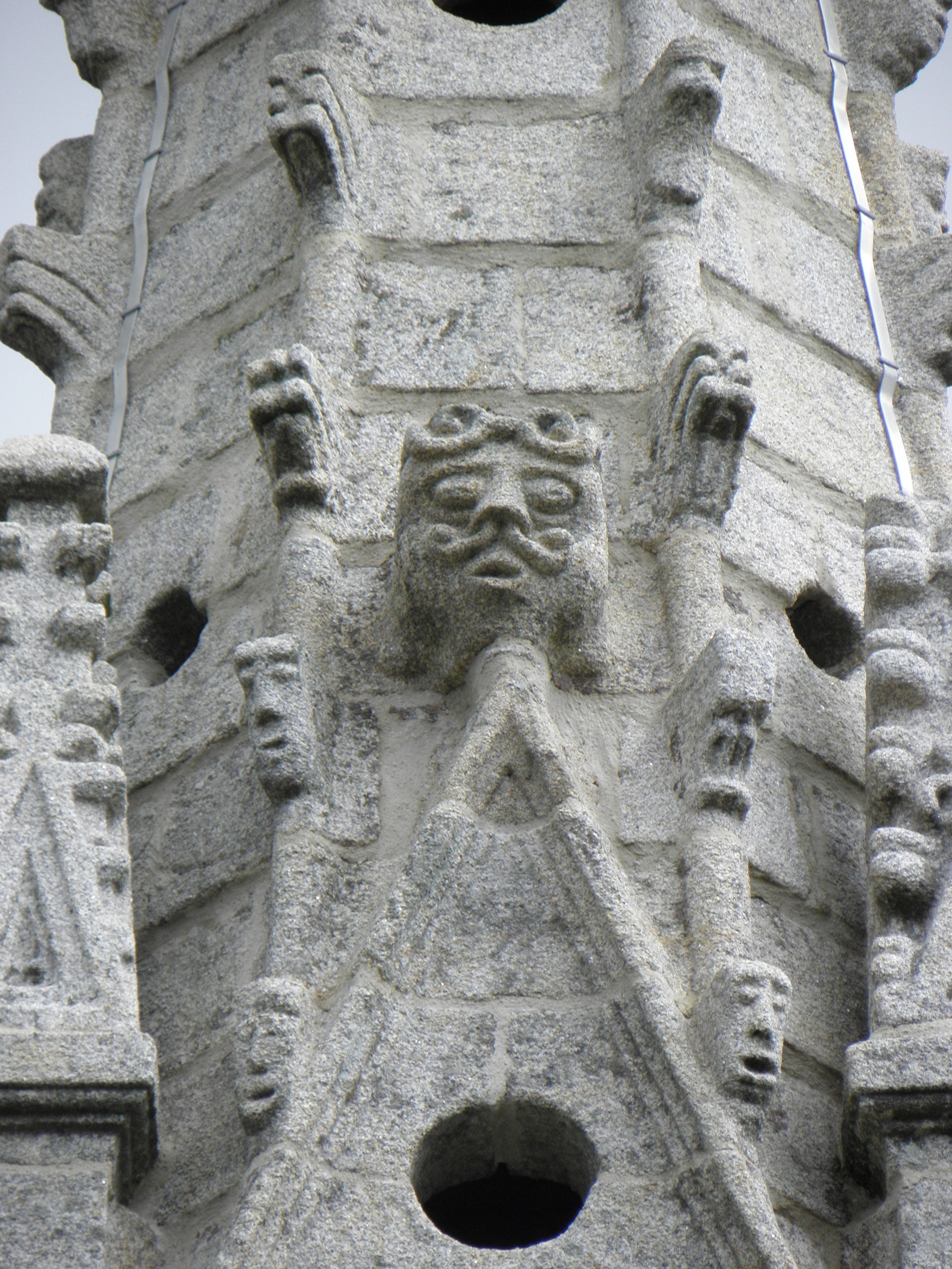
Chapelle de Quillidoaré : détails sculptés de la flèche.
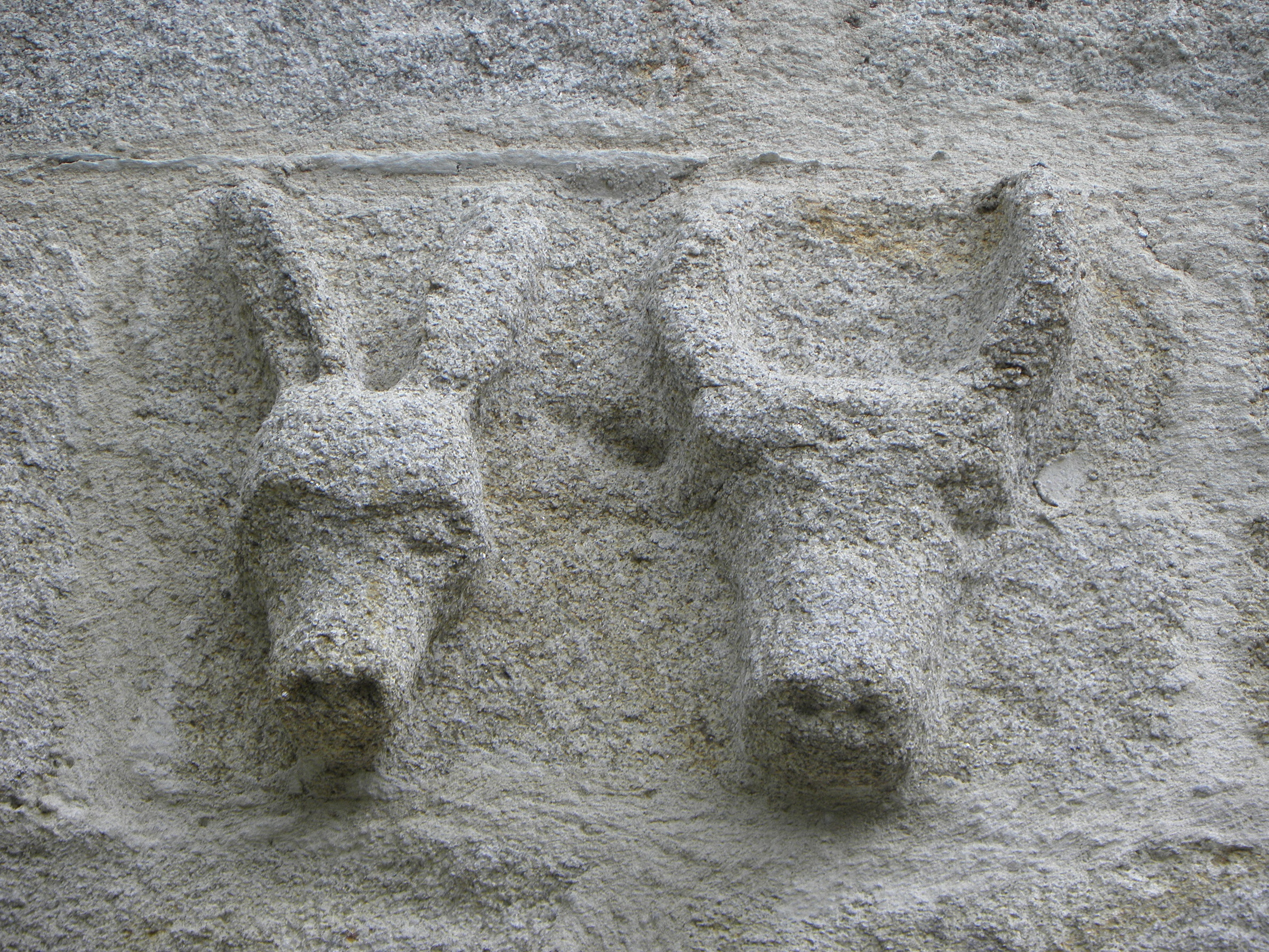
Chapelle de Quillidoaré : têtes d'animaux sculptés sur la façade occidentale.

- Chapelle de Saint-Gildas

La chapelle Saint-Gildas se trouve au pied de la montagne qui porte son nom, dans une clairière au milieu des hêtres, des cyprès et des châtaigniers ; elle est en forme de croix latine dont le fût s'étire longuement sur 32 mètres. Le clocher, qui date de 1830 et est à dôme et à lanternon, se trouve au-dessus du chœur, particularité rare. La chapelle actuelle a conservé de nombreux aspects d'une chapelle antérieure datant du XVIe siècle. La raison pour laquelle elle est dédiée à saint Gildas est inconnue, ce saint n'ayant pas d'attaches dans l'actuel Finistère. Deux pardons y sont célébrés, l'un le 2ème dimanche de mai avec une procession et l'autre le 3ème dimanche de juillet. Une croix monumentale datant du XVIIe siècle se trouve à proximité.
La fontaine Saint-Gildas, à une centaine de mètres de la chapelle, selon la tradition, guérirait de la folie, le « droug de Sant Gweltaz » ("mal de Saint-Gildas") .

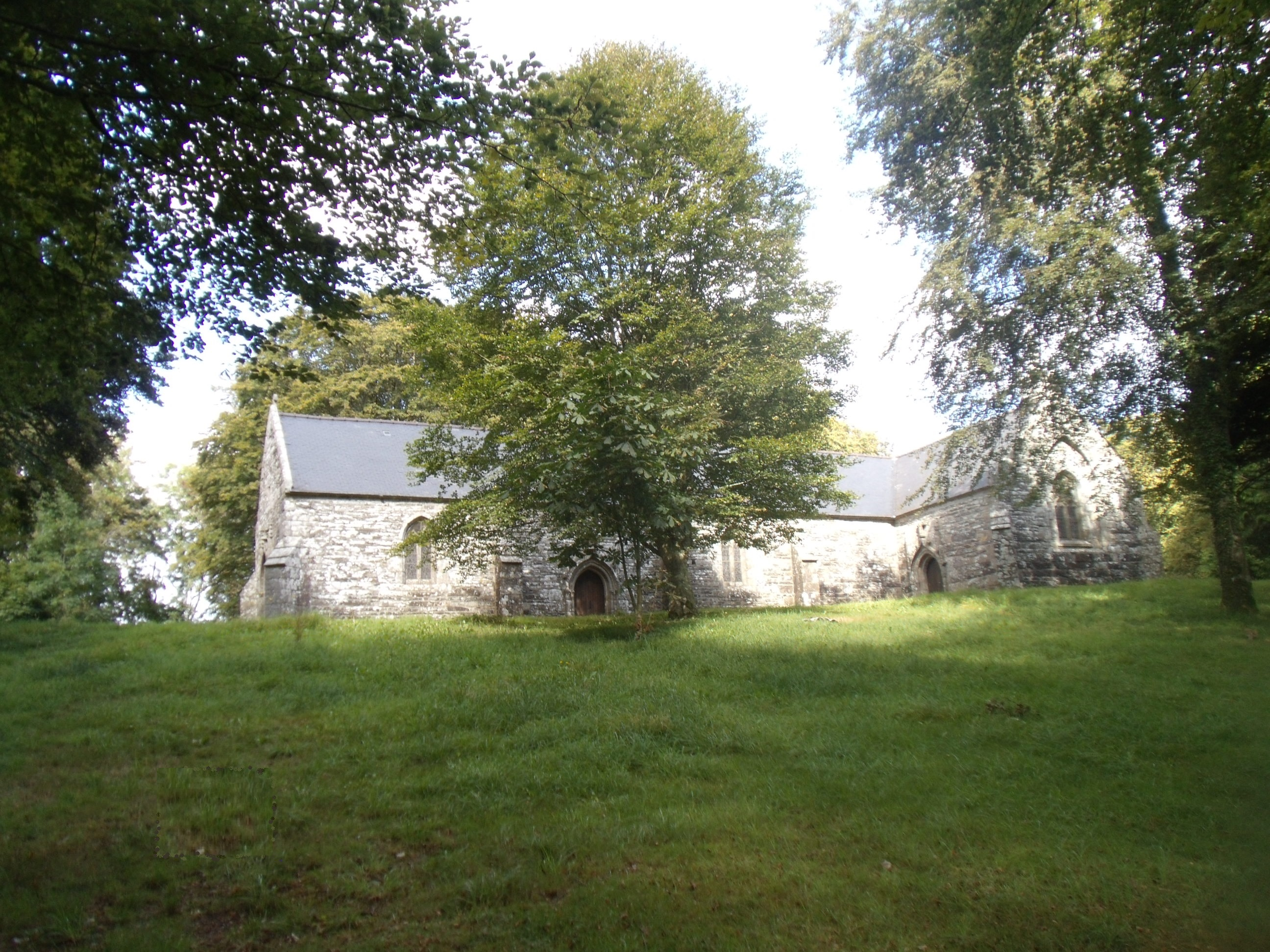
La chapelle Saint-Gildas : vue extérieure d'ensemble.
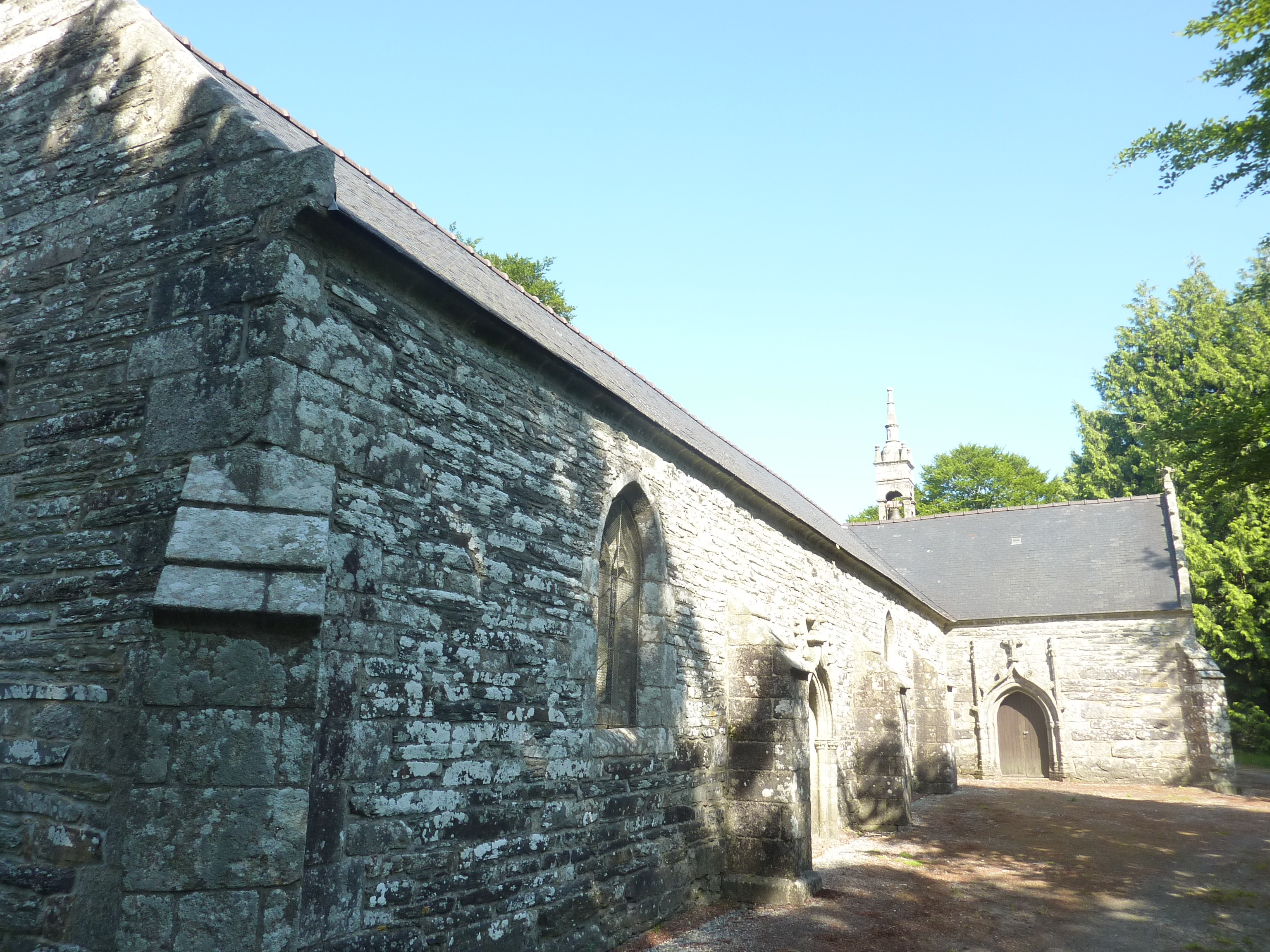
La chapelle Saint-Gildas vue de l'est.
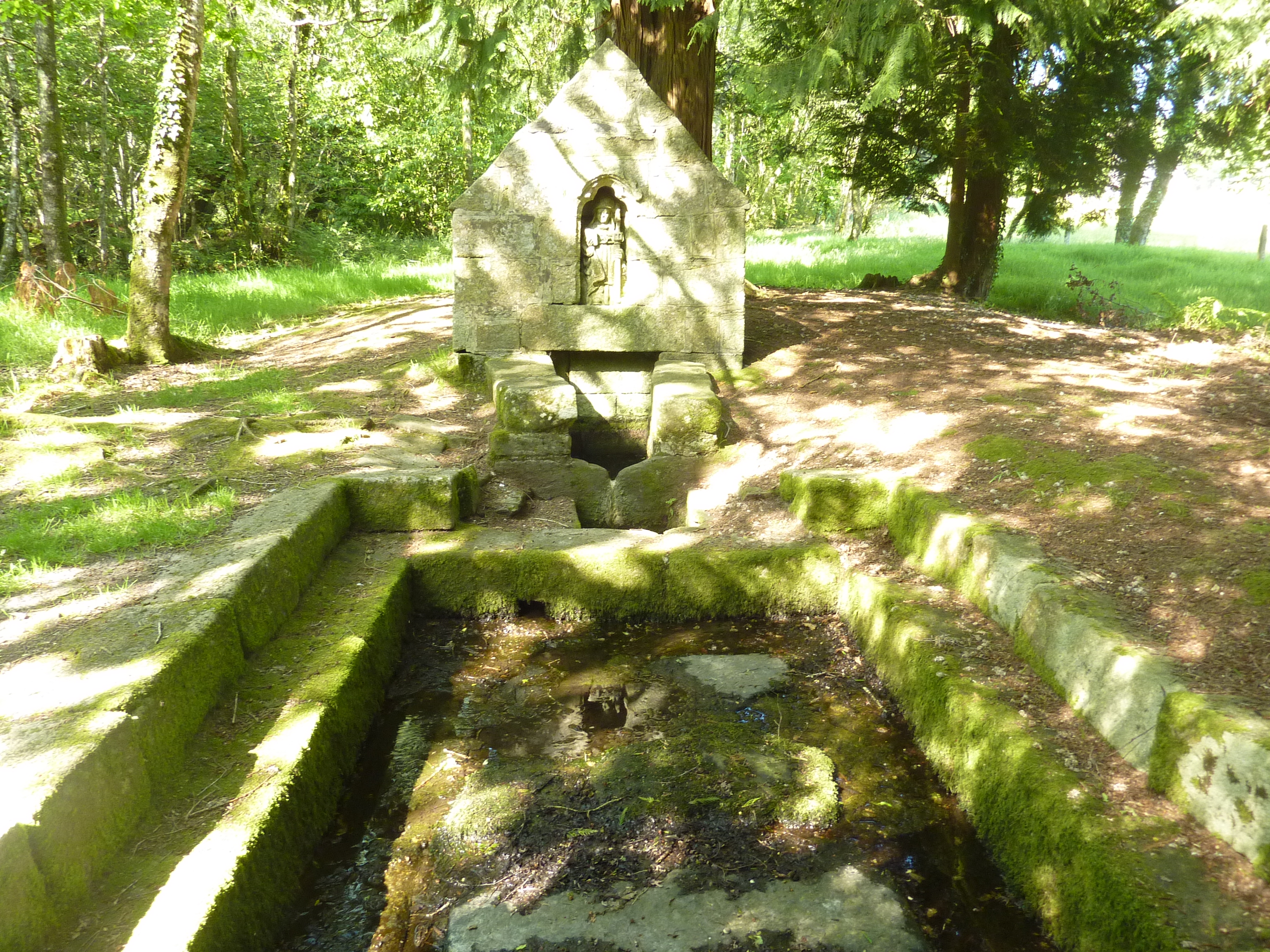
La fontaine Saint-Gildas.

- 17 croix et calvaires sont recensés sur le territoire de Cast[62], dont la croix monumentale de Gollen[63], celle de Kernir[64], celle de Tréouret[65], celle de Tremelven[66], celle de Croas Leinec[67], celle de la rue d'Ys[68], celle de la rue du Menhir[69].

### Bâtiments civils
- Le manoir du Loc'h (date de la première moitié du XIXe siècle)[70].
- Le manoir de Tréouret.

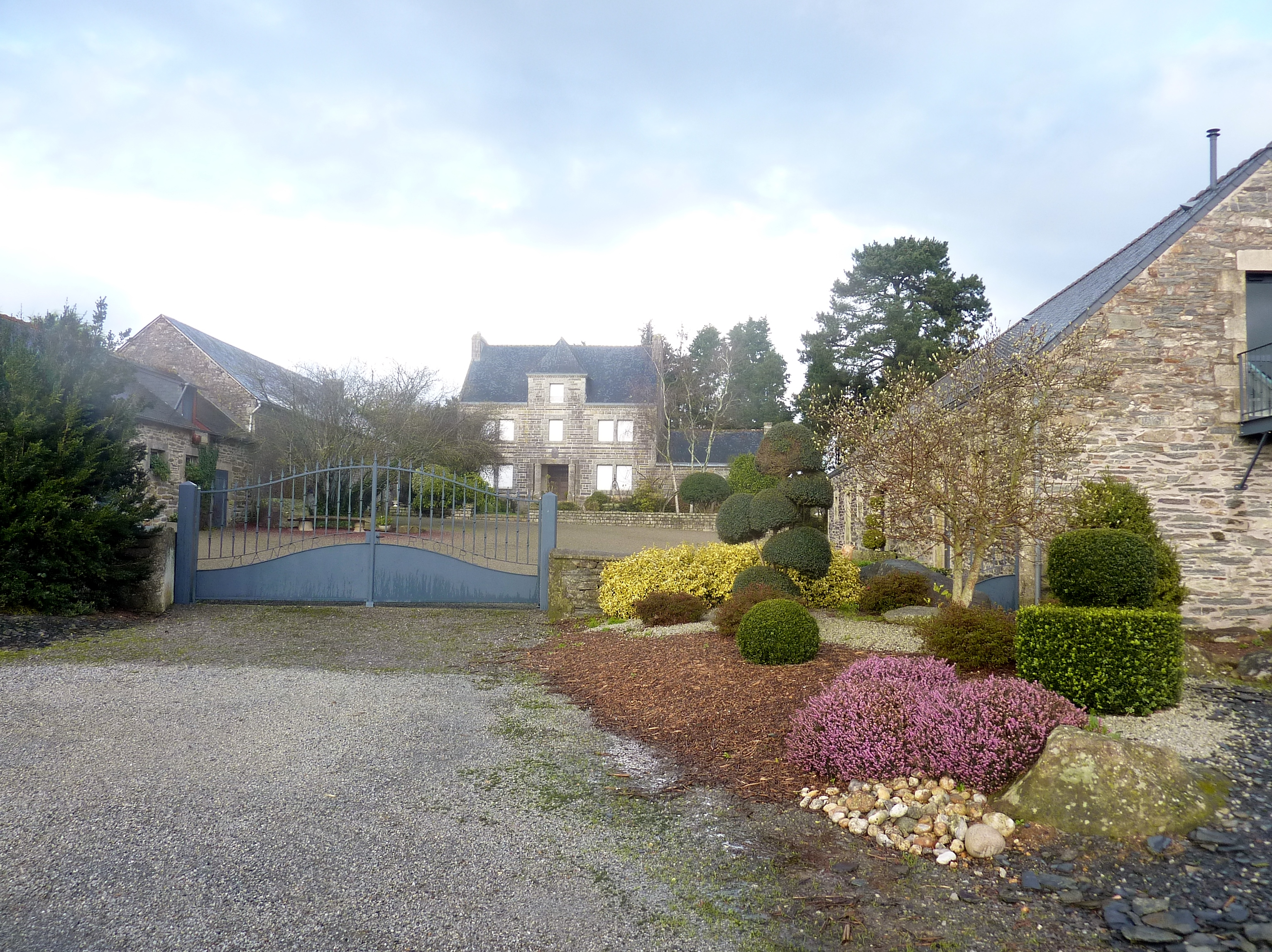
Manoir de Tréouret : vue extérieure d'ensemble.

- Plusieurs fermes et maisons figurent dans l'Inventaire du patrimoine culturel en Bretagne : la ferme Pennarun[71], la maison Kerléau[72], la ferme Quillavourien[73], la ferme Cottorn[74], la ferme Kericun[75], la ferme Kernaou[76], la ferme Goulit an Dréau[77], la ferme Bodennec le Quéau[78].

## Pour approfondir